# Sarajevo
Sarajevo (cyrilicí Сарајево) je hlavní a největší město Bosny a Hercegoviny, v jehož hranicích na ploše 141,5 km² žije 275 524 obyvatel. V Sarajevské metropolitní oblasti, zahrnující kanton Sarajevo, Východní Sarajevo a okolní obce, žije přes půl milionu obyvatel. Sarajevo se nachází v Bosně v tzv. velké Sarajevské kotlině, je obklopeno Dinárskými horami a leží podél řeky Miljacky v srdci Balkánu, regionu jižní Evropy. Zároveň je hlavním městem Federace Bosny a Hercegoviny.
Sarajevo je politickým, finančním, společenským a kulturním centrem Bosny a Hercegoviny a významným centrem kultury na Balkáně s celoregionálním vlivem v oblasti zábavy, médií, módy a umění. Vzhledem k dlouhé historii náboženské a kulturní rozmanitosti se Sarajevu někdy říká „Jeruzalém Evropy“ nebo „Jeruzalém Balkánu“. Je jedním z mála velkých evropských měst, kde se v jedné čtvrti nachází mešita, katolický kostel, pravoslavný kostel i synagoga.
Ačkoli osídlení oblasti sahá až do pravěku, moderní město vzniklo jako osmanská pevnost v 15. století. Sarajevo během své historie několikrát přitáhlo mezinárodní pozornost. V roce 1885 se Sarajevo stalo prvním městem v Evropě a po San Francisku druhým městem na světě, kde byla zavedena celodenní síť elektrických tramvají. V roce 1914 se stalo místem atentátu na arcivévodu Františka Ferdinanda d'Este, který spáchal aktivista místní Mladé Bosny Gavrilo Princip a který odstartoval první světovou válku, jež zároveň ukončila rakousko-uherskou nadvládu v Bosně a vedla ke vzniku Království Jugoslávie. Později, po druhé světové válce, vedlo vytvoření Socialistické republiky Bosna a Hercegovina v rámci Socialistické federativní republiky Jugoslávie k masivnímu rozvoji Sarajeva, tehdejšího hlavního města republiky, který vyvrcholil uspořádáním zimních olympijských her v roce 1984, jež znamenaly pro město období prosperity. Po vypuknutí jugoslávských válek ale město během bosenské války a rozpadu Jugoslávie trpělo 1425 dní od dubna 1992 do února 1996 nejdelším obléháním hlavního města v dějinách moderních válek.
Sarajevo prochází poválečnou rekonstrukcí a je nejrychleji rostoucím městem v Bosně a Hercegovině. Série cestovních průvodců Lonely Planet označila Sarajevo za 43. nejlepší město na světě a v prosinci 2009 ho zařadila mezi deset nejlepších měst, která stojí za to navštívit v roce 2010. V roce 2011 bylo Sarajevo nominováno na Evropské hlavní město kultury pro rok 2014 a v roce 2019 hostilo Evropský olympijský festival mládeže. V říjnu 2019 bylo Sarajevo jmenováno kreativním městem UNESCO za to, že kulturu staví do centra svých rozvojových strategií, a město je jedním z osmnácti tzv. světových Měst filmu.

## Název
Ve středověku je doložena existence pevnosti s názvem Hodidjed. Lokalita byla známá pod názvem Vrhbosna. Ten pravděpodobně pochází ze spojení slov „vrh“ (kopec, hora) a „Bosna“ (řeka, která v západní části údolí pramení). Název je v současné době v této podobě používán pro označení arcidiecéze římskokatolické církve, která v Sarajevu sídlí.
Začátkem 16. století, konkrétně od roku 1507, se používá – a je i doložený – současný název Sarajevo. Vyvinul se z tureckých jmen jako Saraj-ovasi, Bosna-saraj a Sarajbosna, přičemž slovo saraj označuje palác a do turečtiny bylo převzato z perského سرای (sarāy). Obdobné slovo pro palác se vyskytuje i v řadě dalších toponym po světě, např. Mugalsaráj v Indii, nebo Saray v blízkosti Istanbulu v Turecku. Obyvatelstvo mluvící slovanským jazykem jej přijalo v podobě Sarajevo. Existuje nicméně spor ohledně toho, zda koncovka -evo v názvu je skutečně slovanského původu, nebo je také původem z turečtiny a zdali původní turecký název označoval louky okolo paláce.
Oficiální název města v Osmanské turečtině zněl Saraybosna (a moderní turečtina jej převzala). Město mělo řadu přezdívek, do bosenštiny pronikl turecký výraz şehir v podobě šeher, který jej označoval prostě jako město. Díky své náboženské i kulturní rozmanitosti bylo přezdíváno také jako Damašek severu nebo Evropský Jeruzalém.

## Historie

### Starověk

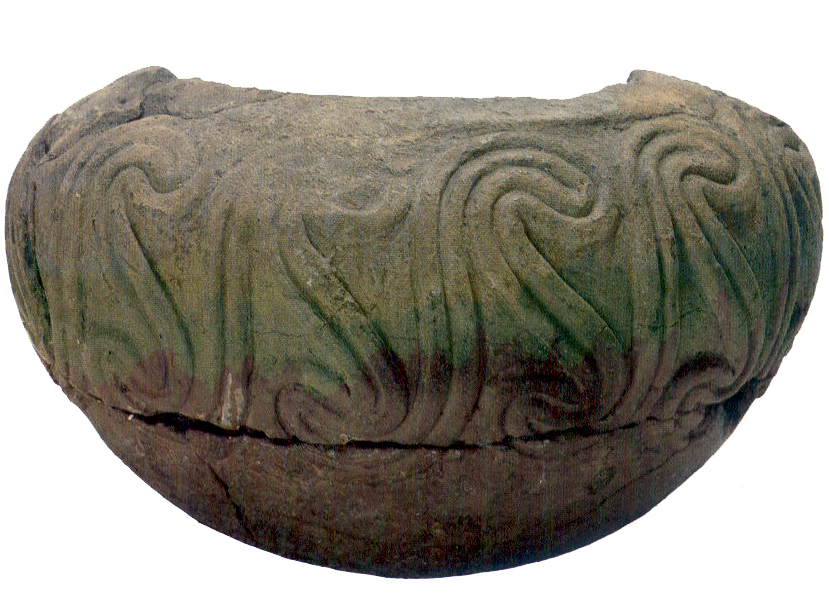
Váza z neolitického období butmirské kultury

Jedním z nejstarších nálezů osídlení v sarajevské oblasti jsou nálezy neolitické butmirské kultury. Butmirské nálezy byly učiněny na území dnešního sarajevského předměstí Ilidža v roce 1893 rakousko-uherskými úřady při stavbě zemědělské školy. Bohatství pazourku v této oblasti bylo pro neolitické lidi lákavé a osada vzkvétala. V osadě se vyvinula unikátní keramika a vzory keramiky, které charakterizují butmirský lid jako jedinečnou kulturu, jak bylo popsáno na Mezinárodním kongresu archeologů a antropologů, který se konal v roce 1894 v Sarajevu.
Další významnou kulturou v Sarajevu byli Ilyrové. Tento starověký národ, který za svou vlast považoval většinu západního Balkánu, měl v regionu několik klíčových sídlišť, většinou v okolí řeky Miljacky a v sarajevském údolí. Ilyrové v sarajevském regionu patřili k Daesitiatům, poslednímu ilyrskému národu v Bosně a Hercegovině, který se bránil římské okupaci. Jejich porážka římským císařem Tiberiem v roce 9 n. l. znamená počátek římské nadvlády v regionu. Římané nikdy nezastavěli oblast dnešní Bosny, ale římská kolonie Aquae Sulphurae se nacházela poblíž dnešní Ilidže a byla nejvýznamnější osadou té doby. Po Římanech oblast osídlili Gótové a po nich v 7. století Slované.

### Středověk
Ve středověku bylo Sarajevo součástí bosenské provincie Vrhbosna poblíž tradičního centra Bosenského království. Ačkoli město jménem Vrhbosna existovalo, o přesném osídlení Sarajeva v této době se vedou spory. Různé dokumenty zaznamenávají v regionu místo zvané Tornik, pravděpodobně v oblasti čtvrti Marijin Dvor. Podle všech indicií byl Tornik velmi malým tržištěm obklopeným úměrně malou vesnicí a raguskými kupci nebyl považován za příliš důležitý.
Podle jiných badatelů byla Vrhbosna významným městem v širší oblasti dnešního Sarajeva. Papežské dokumenty uvádějí, že v roce 1238 zde byla postavena katedrála zasvěcená sv. Petrovi. V regionu se zastavili žáci Cyrila a Metoděje, kteří založili kostel nedaleko pramenu řeky Bosny. Ať už se město nacházelo někde v oblasti dnešního Sarajeva, nebo ne, dokumenty svědčí o jeho významu a významu regionu. Severovýchodně od Starého města se nacházela také citadela Hodidjed, která vznikla kolem roku 1263 a která byla obsazena Osmanskou říší v roce 1429.

### Osmanská nadvláda

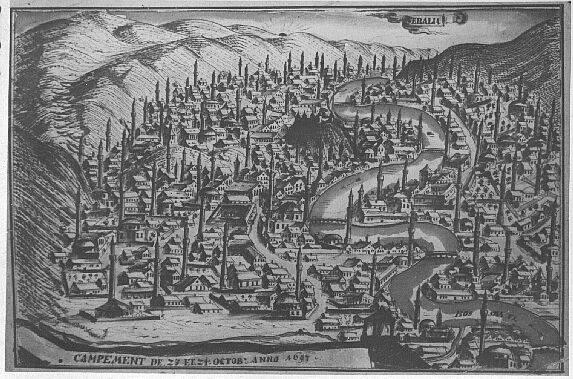
Pohled na Sarajevo před rokem 1697.

Osmanská říše obsadila lokalitu dnešního Sarajeva roku 1435, kdy turecký paša dobyl hrad Hodidjed na území současného města. Postupně se začal projevovat kulturní a společenský vliv nových vládců a šířil se islám. V 60. letech 15. století vzniklo z podnětu správce města Isak-bega Ishakoviće kryté tržiště (bezistan), vodovod, a v neposlední řadě byly také vybudovány i objekty muslimské vakfuské nadace a od roku 1477 byly přístupné i veřejnosti. Vznikl tedy základ současného středu města. V první polovině 16. století se správcem města stal Gazi Husrev-beg, jenž nechal postavit mešitu, medresu (muslimskou střední školu) a další veřejné stavby. V té době bylo Sarajevo nejlidnatějším sídlem své provincie, nicméně jako administrativní centrum pro danou správní jednotku sloužila Banja Luka (někdy před 1554–1639) a nato Travnik (1699–1850).
Roku 1697 však rozvoj rychle ustal, když město vyplenila rakouská armáda pod vedením Evžena Savojského. Město bylo sice obnoveno, kvůli úpadku Osmanské říše však nikdy nedosáhlo rozkvětu, který zažilo do doby předvyplněním. Rovněž ztratilo postavení centra ejáletu.
Osmané vládnoucí městu si však uvědomovali blízkost nedaleké Habsburské monarchie, proto nechali v roce 1729 vybudovat městské opevnění (dnes čtvrť Vratnik) a na kopci nad městem pevnost (Bijela tabija). V jejich vládě se však v 19. století pomalu začaly objevovat první trhliny a náznaky úpadku; v roce 1827 se vzbouřili janičáři, později se objevovaly i další vzpoury pod vedením Huseina-kapetana Gradaščeviće (1831), který požadoval pro Bosnu autonomii. Roku 1842 zde vznikla i první pošta a mezi lety 1850 a 1878 zde sídlil též osmanský místodržící.

### Období rakouské správy

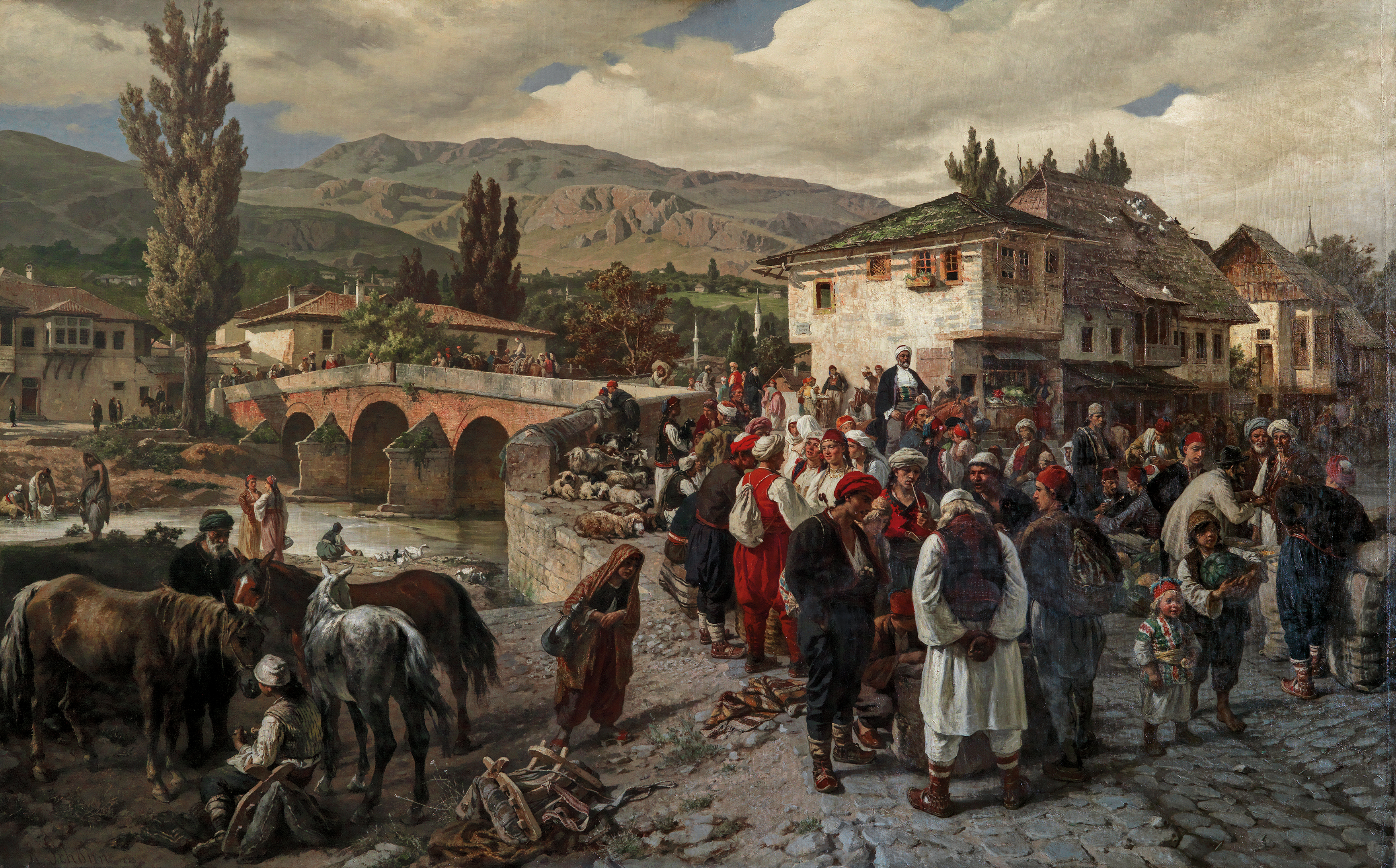
Malba, zachycující Latinský most v Sarajevu s místním obyvatelstvem v roce 1883.

Dne 13. července 1878 bylo na Berlínském kongresu rozhodnuto, že Bosna a Hercegovina bude obsazena Rakousko-Uherskem. Tak se také i stalo; 19. srpna téhož roku do města vstoupily rakouské jednotky. Bosna se stala protektorátem císařství a Sarajevo její metropolí. Obyvatelstvo Sarajeva vnímalo novou nadvládu s velkou nelibostí; především díky tomu, že Rakousko bylo dlouhodobým nepřítelem Osmanské říše, vnímané navíc jako centrum katolického vlivu.
Po obsazení Rakousko-Uherskem se Sarajevo začalo výrazně architektonicky měnit, a to z města orientálního v město evropského stylu. Největší zásluhu na této přeměně měl architekt českého původu Karel Pařík, který v letech 1884–1939 vyprojektoval většinu veřejných staveb v Sarajevu. Na vzhledu moderního města se na přelomu 19. a 20. století výrazně podepsalo i několik dalších českých architektů – např. František Blažek, Karel Pánek, Marian Pařík (syn Karla Paříka), Alexander Wittek, Jan Kotěra, Bedřich Hacar, Josef Pospíšil a další. Za rakousko-uherského protektorátu nastal oproti předchozí stagnaci rychlý rozvoj – vznikly továrny, školy, železnice a byla zavedena tramvajová doprava. Začalo se psát latinkou namísto arabicí (bosenskou variantou arabského písma) a cyrilice. V roce 1882 získalo město železniční spojení.
Počet obyvatel začal pozvolna růst. Zatímco v roce 1879 mělo Sarajevo 21 337 obyvatel, roku 1895 to bylo již 38 083 a v roce 1910 51 919 lidí. Tento nárůst však do značné míry odrážel narůstající počet přistěhovalců z Rakousko-Uherska, kteří do Bosny přišli ve snaze zemi zmodernizovat a dále rozvíjet. Zatímco v roce 1879 bylo město většinově muslimské, roku 1910 byl podíl muslimského a katolického obyvatelstva 1:1.

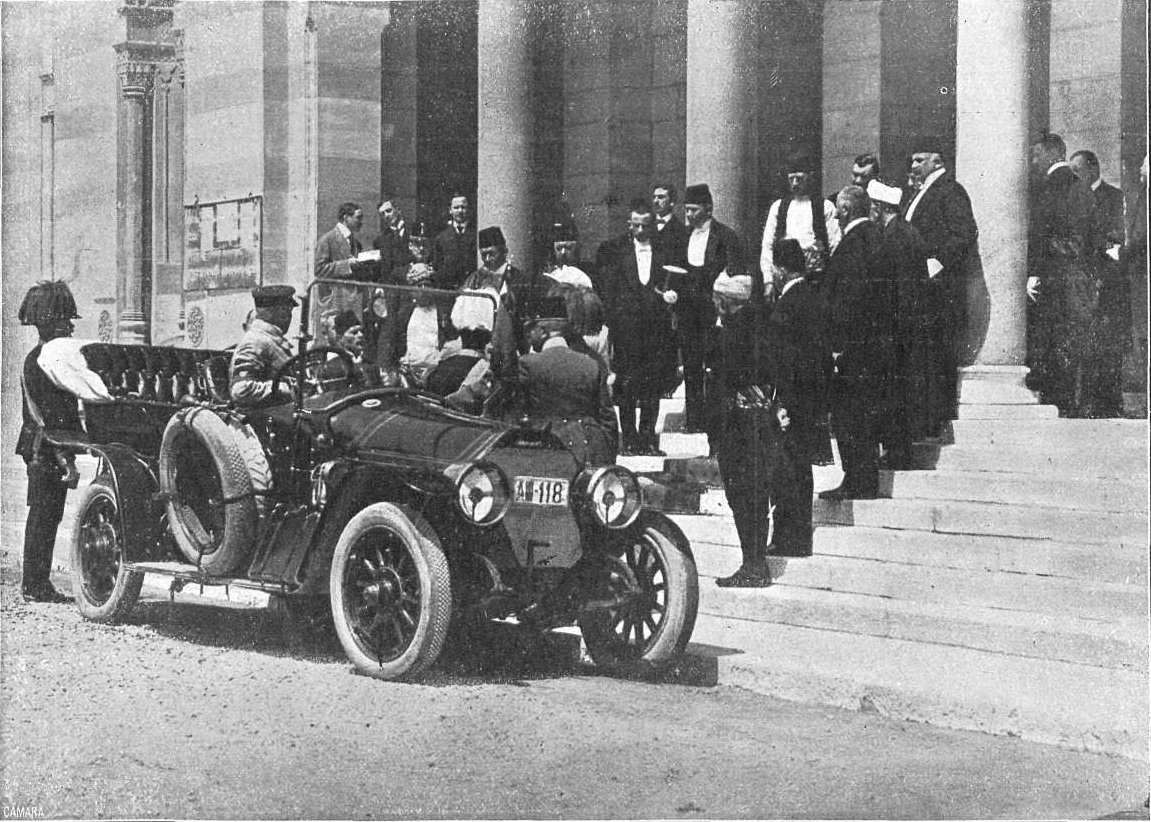
Návštěva Františka Ferdinanda d'Este v Sarajevu jen několik chvil před atentátem, který odstartoval první světovou válku.

Město navštívil roku 1910 i císař František Josef I. Čtyři roky nato zde došlo k atentátu na Františka Ferdinanda d'Este, historické události mezinárodního významu. 28. června 1914 byl na konci Latinského mostu u budovy radnice a parlamentu postřelen následník rakousko-uherského trůnu, který týž den zraněním podlehl. Útočníkem byl srbský nacionalista Gavrilo Princip. Událost dala podnět k první světové válce, ve městě začaly první násilnosti mezi tamějšími Srby, Bosňáky a Chorvaty.

### První polovina 20.století
Po vyhlášení Království Srbů, Chorvatů a Slovinců se Sarajevo ocitlo ve vnitrozemí nového státu. Jugoslávské království však na rozdíl od Rakousko-Uherska nemělo dostatečné prostředky na dotování dalšího rozvoje města, a tak došlo k útlumu překotného stavebního boomu. Od roku 1929 bylo město z administrativního hlediska centrem tzv. Drinské bánoviny, jedné z devíti administrativních jednotek v rámci královské Jugoslávie, jež nerespektovaly historické a národnostní hranice. V této době zde žilo mezi 60 a 70 tisíci obyvatel.
Radikální změnu politického uspořádání přinesla až druhá světová válka. Království Jugoslávie se rozpadlo během invaze Německa a Itálie, na území Chorvatska a Bosny a Hercegoviny vznikl fašistický Nezávislý stát Chorvatsko. Za vlády tzv. Ustašovců docházelo k systematickému vyvražďování hlavně Srbů a Židů. Právě Židé, ale též Romové a další označovaní jako podlidé, byli odváženi do koncentračních táborů. Chorvatští fašisté se snažili muslimské Bosňáky zahrnout do svého národního korpusu, aby tak dosáhli navýšení počtu obyvatel svého vlastního národa, zároveň se formou provokací snažili vyostřit jejich vztahy s bosenskými Srby.
Během druhé světové války procházela Sarajevem hranice sfér vlivu Německa a Itálie v Nezávislém státu Chorvatsko.

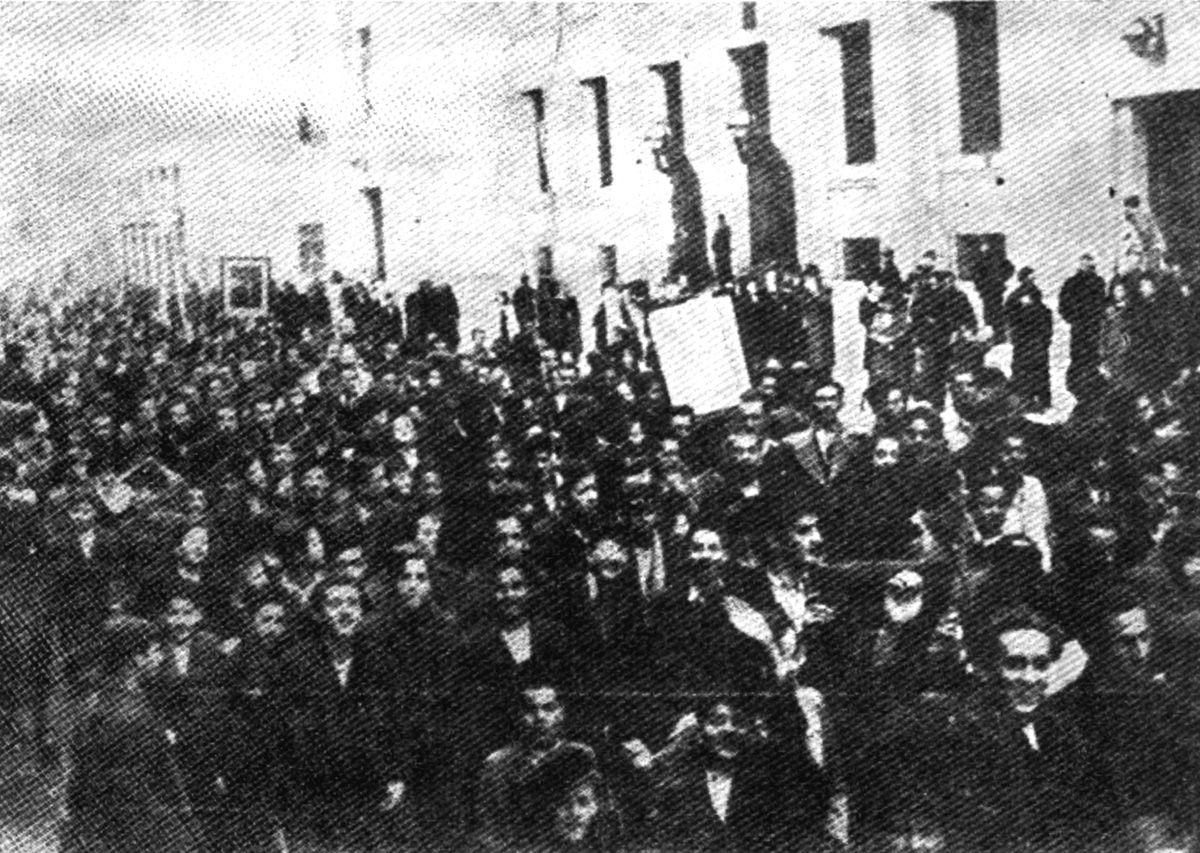
Demonstrace proti přistoupení Jugoslávie k Paktu tří v březnu 1941
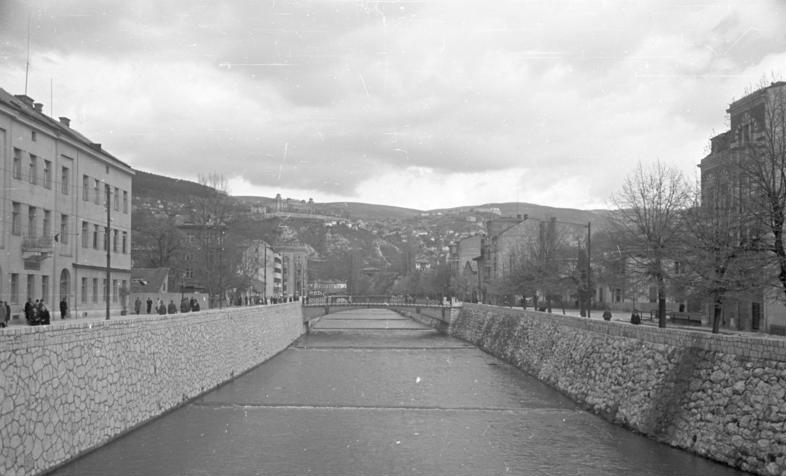
Řeka Miljacka a střed města v roce 1941
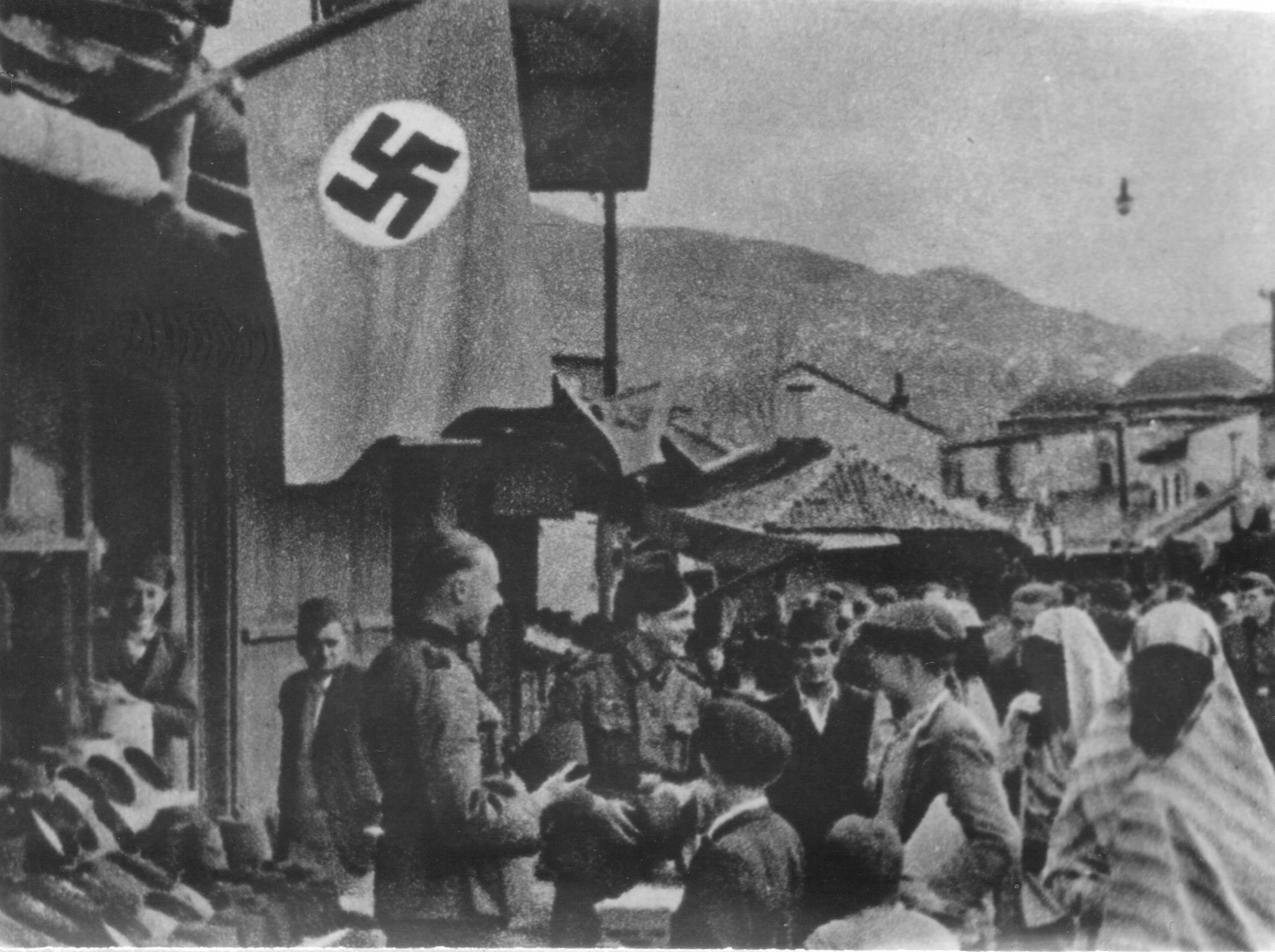
Okupované Sarajevo v roce 1943
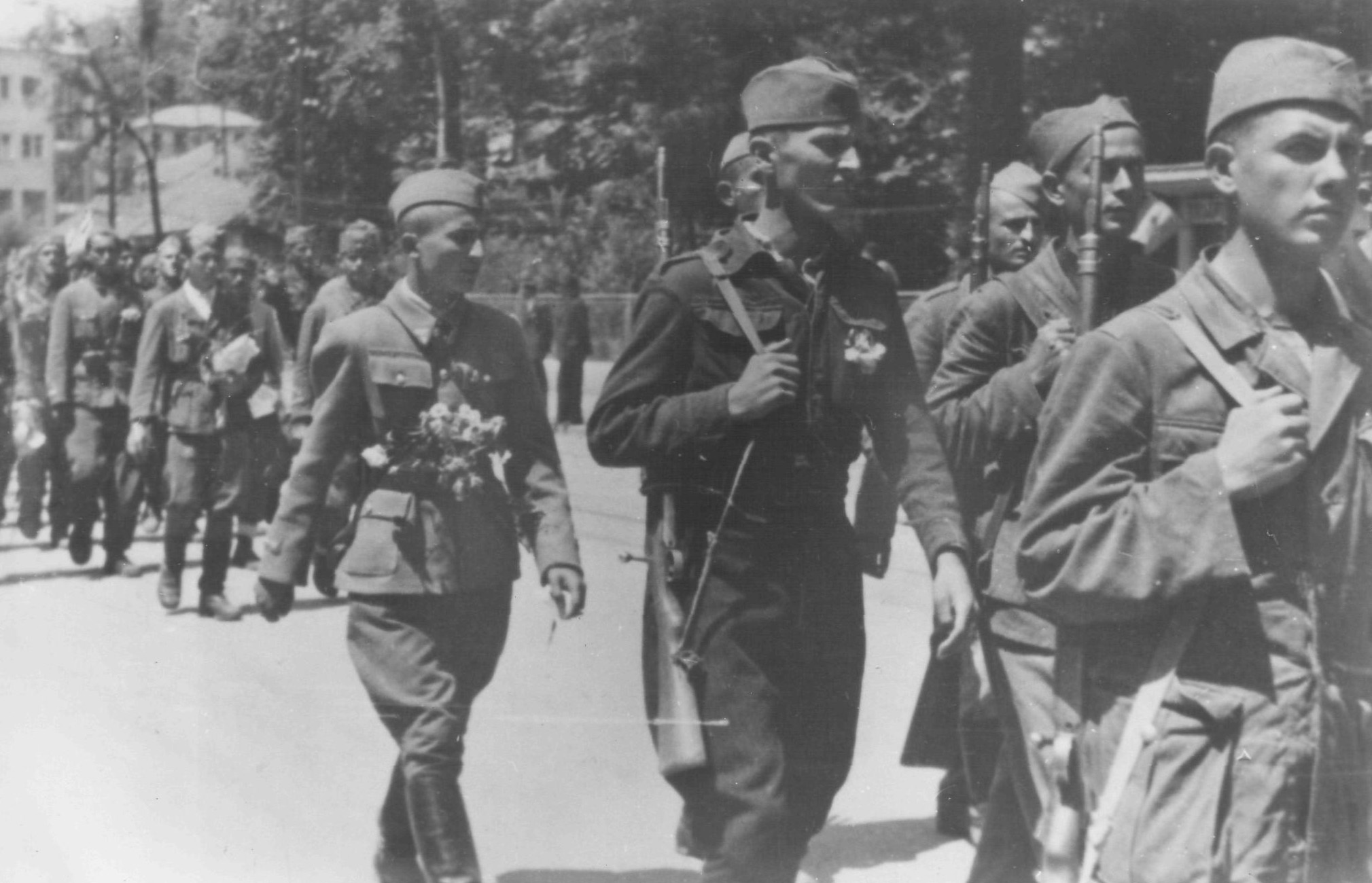
Příchod jugoslávských partyzánů do města
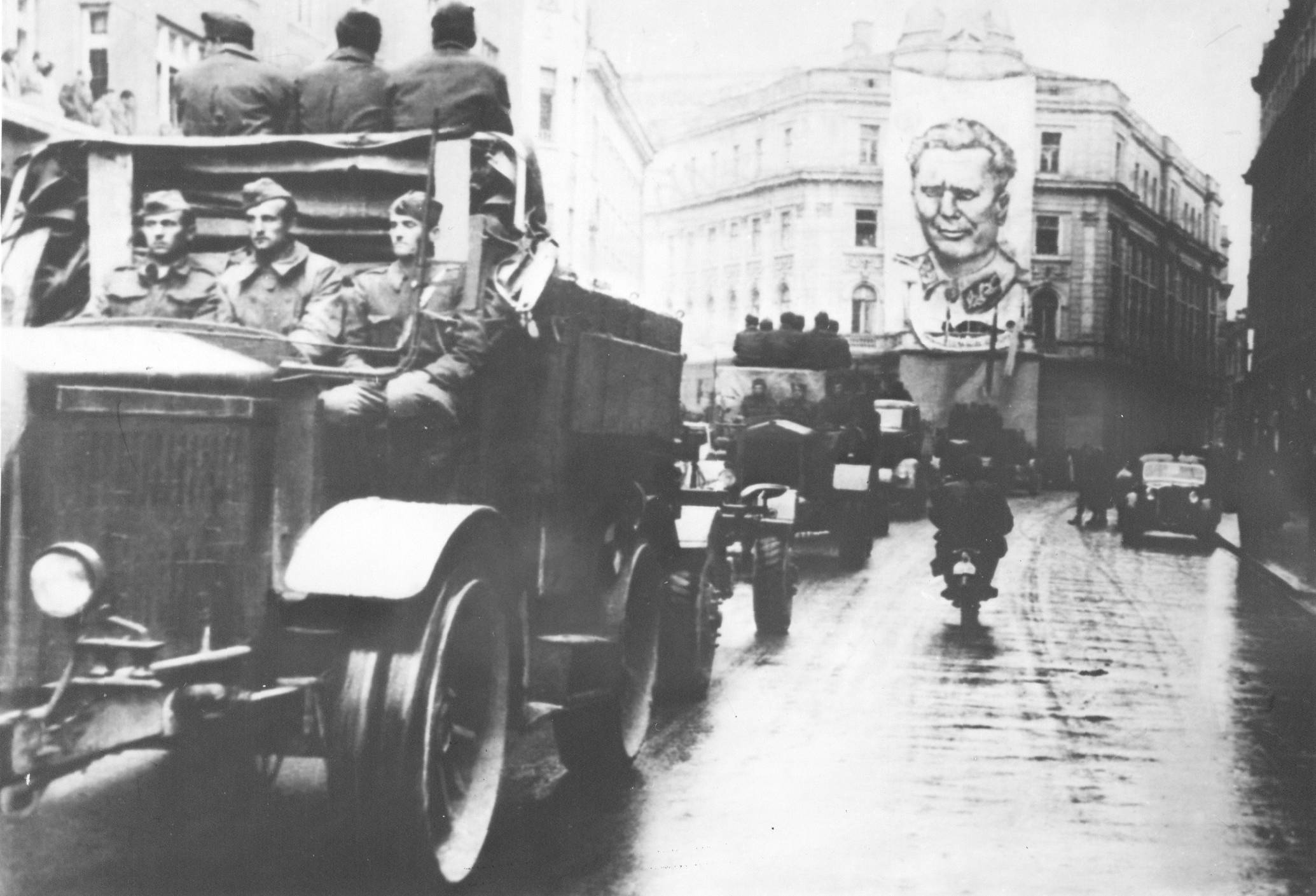
Průjezd partyzánských jednotek městem

### Období socialistické Jugoslávie

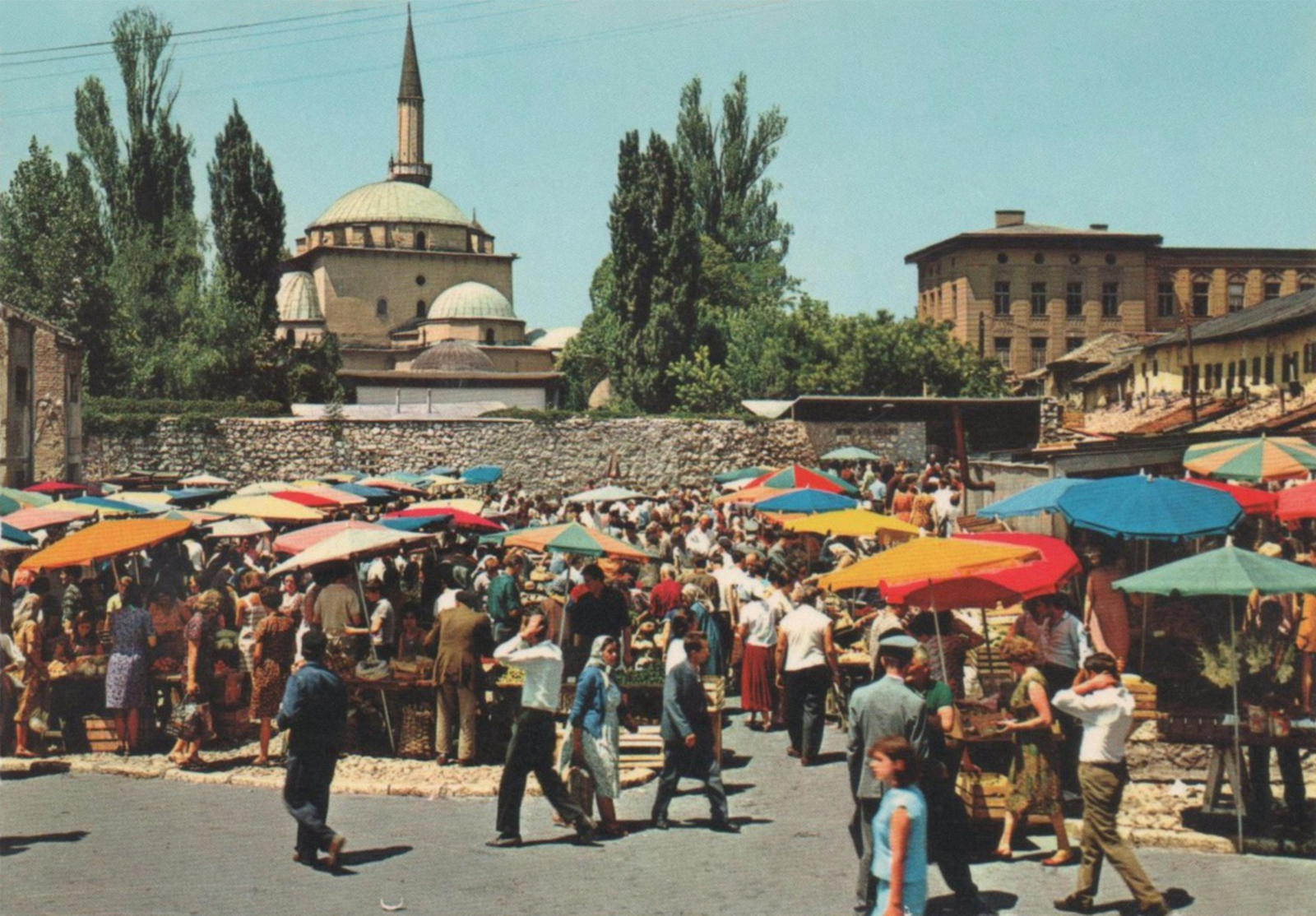
Bazar Baščaršija a Gazi Husrev-begova mešita, 1960

Sarajevo bylo osvobozeno komunistickým odbojem 5. dubna 1945. V té době zde žilo 108 000 obyvatel. Kromě příchodů lidí, kteří museli město kvůli válce opustit, přitahovalo Sarajevo další obyvatelstvo především díky překotné industrializaci Bosny a Hercegoviny, se kterou počítal první pětiletý plán z konce 40. let a výstavba nových továren. Za pomocí československých odborníků byl vypracován nový urbanistický plán metropole republiky.
V pozici metropole jedné z méně rozvinutých republik Jugoslávie bylo Sarajevo štědře dotováno federálními zdroji, počet obyvatel i zastavěná plocha se rozrůstaly. Vystavěna byla panelová sídliště, továrny, muzea a školy. Roku 1961 bylo Sarajevo domovem pro 142 000 obyvatel, o dvacet let později zde žilo již 448 500 lidí.
Hlavní událostí, která udávala tón v Sarajevu přelomu 70. a první poloviny 80. let, byly XIV. Zimní olympijské hry zahájené 15. února 1984. Díky nim bylo do Sarajeva a jeho okolí investováno nemalé množství finančních prostředků. Především byly dokončeny dlouhodobě rozestavěné projekty a zmodernizována infrastruktura.
Na přelomu 80. a 90. let zde žilo již podle sčítání lidu 429 672 obyvatel. Od poloviny 80. let byla Jugoslávie spíše ve stagnaci, což ovlivnilo trend růstu počtu obyvatel. Jako hlavní centrum průmyslové výroby republiky bylo Sarajevo postiženo ekonomickou krizí značně. Jen v létě roku 1990 došlo masové stávce, kdy se do Sarajeva sjeli dělníci z několika dalších měst.

### Válka a nezávislost
Během jugoslávské krize byla v dubnu 1992 vyhlášena nezávislost republiky Bosny a Hercegoviny. V napjaté atmosféře, kdy válka probíhala již v sousedním Chorvatsku a vyhlašování různých autonomních oblastí v různých částech republiky bylo možné očekávat brzké přelití konfliktu i do Sarajeva. Poté, co padly první výstřely v Bijeljině, začaly tisíce obyvatel největšího města Bosny a Hercegoviny protestovat proti válce. Město následně od května 1992 začala bombardovat a později obléhat, již nyní výhradně srbská, Jugoslávská lidová armáda (JNA), a to po celé období války. Zničeno bylo mnoho památek, celé město bylo silně poškozeno. Dodávky elektřiny, vody, tepla a lékařské péče ustaly, a místní obyvatelé se ocitli v hrůzných podmínkách. Objevila se řada do té doby nevídaných nemocí, např. břišní tyfus. Válka si podle odhadů vyžádala v Sarajevu více než 11 000 mrtvých. Konflikt ukončila až mírová smlouva z amerického Daytonu podepsaná 19. prosince 1995 v Paříži. Podle ní většina města připadla muslimsko-chorvatské federaci v rámci Bosny. Malá část byla od města oddělena jako tzv. Srbské (dnes Východní) Sarajevo.
Ze strachu před možnou odplatou a za masivní propagandy bosenskosrbského vedení se z města vystěhovaly další tisíce Srbů, kteří dnes žijí ve východní Bosně. Počet srbských obyvatel se snížil ze 157 193 osob na cca 18 000 lidí. Do Sarajeva naopak začali přicházet uprchlíci (především Bosňáci), z východní Bosny. Po válce následovala dlouhá obnova, která byla realizována za pomoci řady mezinárodních organizací.

## Přírodní poměry

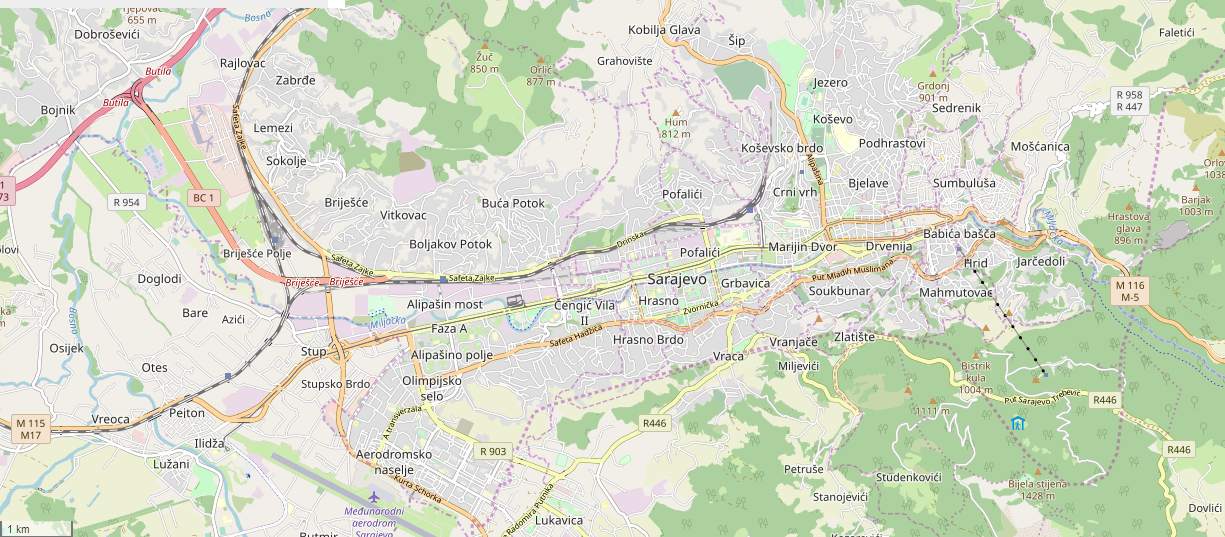
Mapa města z OpenStreetMap.

Město se nachází mírně jihovýchodním směrem od pomyslného geografického středu Bosny a Hercegoviny, 292 km jihozápadně od Bělehradu, 299 km jihovýchodně od Záhřebu, 163 km východně od Splitu na pobřeží Jaderského moře, 137 km severně od Dubrovníka a 230 km severozápadně od Podgorici v Černé Hoře.
Rozkládá se na obou březích údolí řeky Miljacky a částečně zasahuje i do údolí řeky Bosny. Zhruba třináct kilometrů široké údolí, které je orientováno západo-východním směrem, se rozevírá postupně směrem na západ. Jeho podoba určovala i směr rozvoje samotného Sarajeva. Historické centrum města (okolo tržnice Baščaršija) se nachází na východním okraji údolí, blízko úzké soutěsky, kterou řeka Miljacka protéká. Novější části města byly zbudovány potom níže po proudu v širším údolí a v blízkosti soutoku s řekou Bosnou.
Střed města se nachází v nadmořské výšce 511 m n. m., Ilidža na samém západním okraji města potom v nadmořské výšce 498 m n. m. Okolní krajina je velmi hornatá; nejvyšším vrcholem je Treskavica s 2 088 m n. m. Směrem na sever, na jih i na východ je Sarajevo obklopeno řadou horských masivů a vrcholků (např. Trebević, Bjelašnica, Jahorina, Igman, Romanija apod.)

### Podnebí a vodstvo

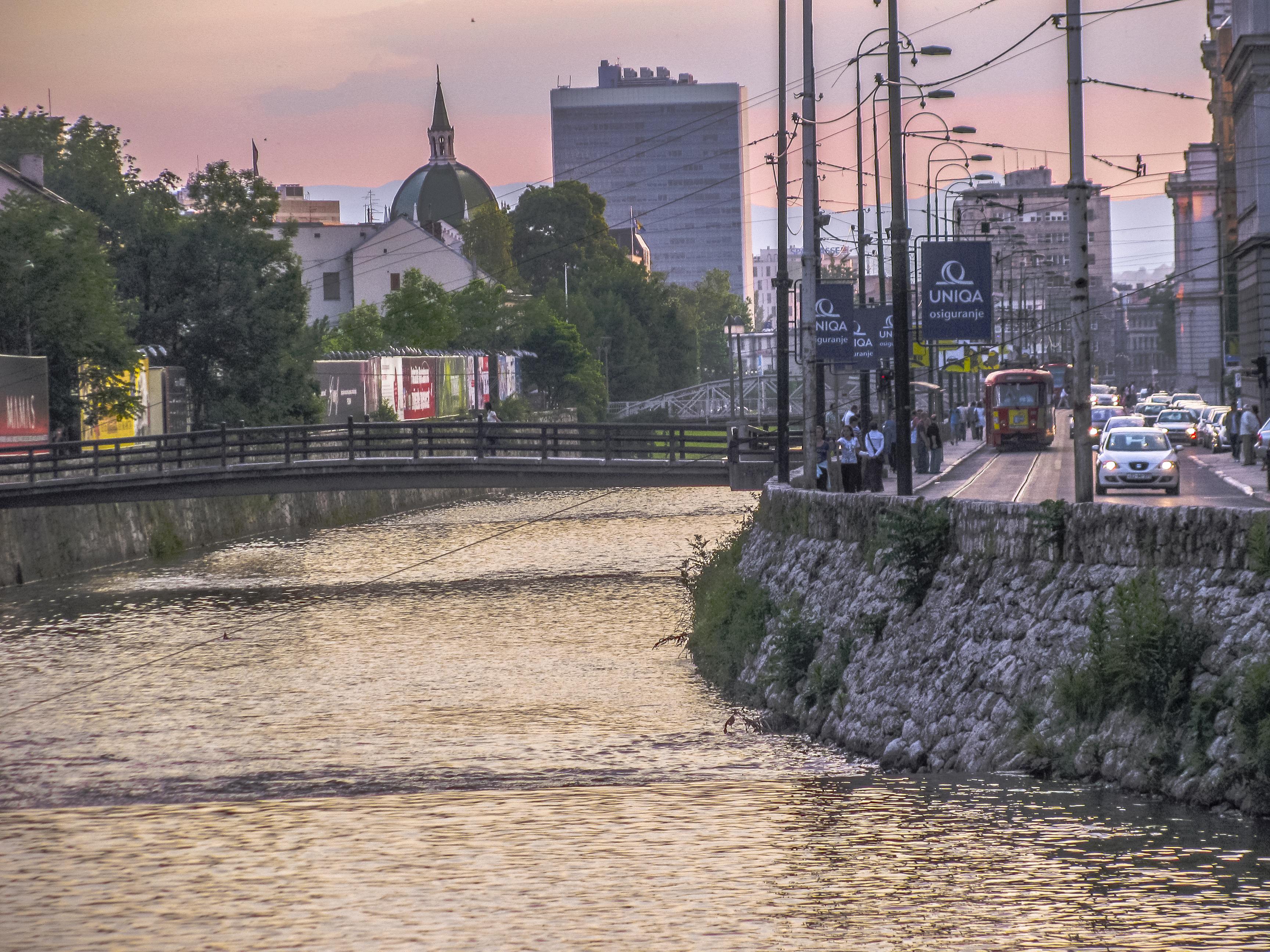
Řeka Miljacka.

Podnebí zde je mírné. Sarajevo se nachází nedaleko rozhraní mírného kontinentálního a teplého středomořského podnebí. Roční průměr teplot činí 10 °C, léta jsou mírná (průměr 18,1 °C), zimy studené (0,3 °C). Nejteplejším měsícem v roce je červenec, nejchladnějším pak leden. Nejvyšší zaznamenaná teplota v Sarajevu byla 40 °C 19. srpna 1946, nejníže pak rtuť teploměru klesla 24. ledna 1942 na –26,4 °C. Ve srovnání s pobřežím Jaderského moře jsou zde časté zimy bohatší na sníh i mrazy. Celkově vzato ale sněží relativně vzácně. Léta jsou naopak horká.
Průměrný úhrn srážek za rok zde dosahuje 932 mm; nejdeštivějším měsícem je říjen a nejsušším březen. Balkánský trend nižšího množství srážek během letních měsíců je zde oslaben; nejvíce srážek spadne na podzim, méně potom v zimě a v létě. Časté jsou také srážky v květnu a červnu. Nejvíce slunečných hodin je ve měsíci srpnu, a to průměrně 1830, nejvíce oblačnosti se zde vyskytuje v měsíci prosinci.
Na území města Sarajeva kromě řeky Bosny a Miljacky zasahují ještě následující vodní toky: Mošćanica, Dobrinja a Sušica. Jedním ze známých vodních toků v Sarajevu je např. Koševský potok, který se vlévá do řeky Miljacky u Eiffelova mostu a haly Skenderija. Co do počtu vodních nádrží je Sarajevo skromné; v minulosti se nicméně velká vodní nádrž nacházela v místní části Koševo.

| Sarajevo – podnebí                                    | Sarajevo – podnebí | Sarajevo – podnebí | Sarajevo – podnebí | Sarajevo – podnebí | Sarajevo – podnebí | Sarajevo – podnebí | Sarajevo – podnebí | Sarajevo – podnebí | Sarajevo – podnebí | Sarajevo – podnebí | Sarajevo – podnebí | Sarajevo – podnebí | Sarajevo – podnebí |
| Období                                                | leden              | únor               | březen             | duben              | květen             | červen             | červenec           | srpen              | září               | říjen              | listopad           | prosinec           | rok                |
| ----------------------------------------------------- | ------------------ | ------------------ | ------------------ | ------------------ | ------------------ | ------------------ | ------------------ | ------------------ | ------------------ | ------------------ | ------------------ | ------------------ | ------------------ |
| Nejvyšší teplota [°C]                                 | 18,2               | 21,4               | 26,6               | 30,2               | 33,2               | 35,9               | 38,4               | 40,0               | 37,7               | 32,2               | 24,7               | 18,0               | 40,0               |
| Průměrné denní maximum [°C]                           | 3,7                | 6,0                | 10,9               | 15,6               | 21,4               | 24,5               | 27,0               | 27,2               | 22,0               | 17,0               | 9,7                | 4,2                | 15,8               |
| Průměrná teplota [°C]                                 | 0,2                | 1,8                | 6,0                | 10,2               | 15,1               | 18,2               | 20,3               | 20,4               | 16,0               | 11,7               | 5,8                | 1,2                | 10,6               |
| Průměrné denní minimum [°C]                           | −3,3               | −2,5               | 1,1                | 4,8                | 9,0                | 11,9               | 13,7               | 13,7               | 10,0               | 6,4                | 1,9                | −1,8               | 5,4                |
| Nejnižší teplota [°C]                                 | −26,8              | −23,4              | −26,4              | −13,2              | −9,0               | −3,2               | −2,7               | −1,0               | −4,0               | −10,9              | −19,3              | −22,4              | −26,8              |
| Průměrné srážky [mm]                                  | 68                 | 64                 | 70                 | 77                 | 72                 | 90                 | 72                 | 66                 | 91                 | 86                 | 85                 | 86                 | 928                |
| Dní s deštěm (≥ 0,1 mm)                               | 8                  | 10                 | 13                 | 17                 | 17                 | 15                 | 14                 | 13                 | 15                 | 13                 | 12                 | 11                 | 159                |
| Dní se sněžením                                       | 10                 | 12                 | 9                  | 2                  | 0,2                | 0                  | 0                  | 0                  | 0                  | 0                  | 6                  | 12                 | 53                 |
| Relativní vlhkost [%]                                 | 79                 | 74                 | 68                 | 67                 | 68                 | 70                 | 69                 | 69                 | 75                 | 77                 | 76                 | 81                 | 73                 |
| Slunečných hodin                                      | 57                 | 84                 | 126                | 152                | 192                | 207                | 256                | 238                | 187                | 149                | 81                 | 41                 | 1 769              |
| Zdroj 1: Pogoda.ru.net Zdroj 2: NOAA (sun, 1961–1990) |                    |                    |                    |                    |                    |                    |                    |                    |                    |                    |                    |                    |                    |

### Flora a fauna
Rozsáhlé lesy obklopují Sarajevo a pokrývají svahy výše zmíněných horských masivů.
V roce 1913 byla při Zemském muzeu Bosny a Hercegoviny založena K. Malým botanická zahrada. V rámci lesnické fakulty Sarajevské univerzity bylo roku 1951 v nadmořské výšce cca 650 m n. m. zřízeno arboretum, sloužilo nejspíše až do poslední války, kdy bylo opuštěno.

### Ochrana životního prostředí

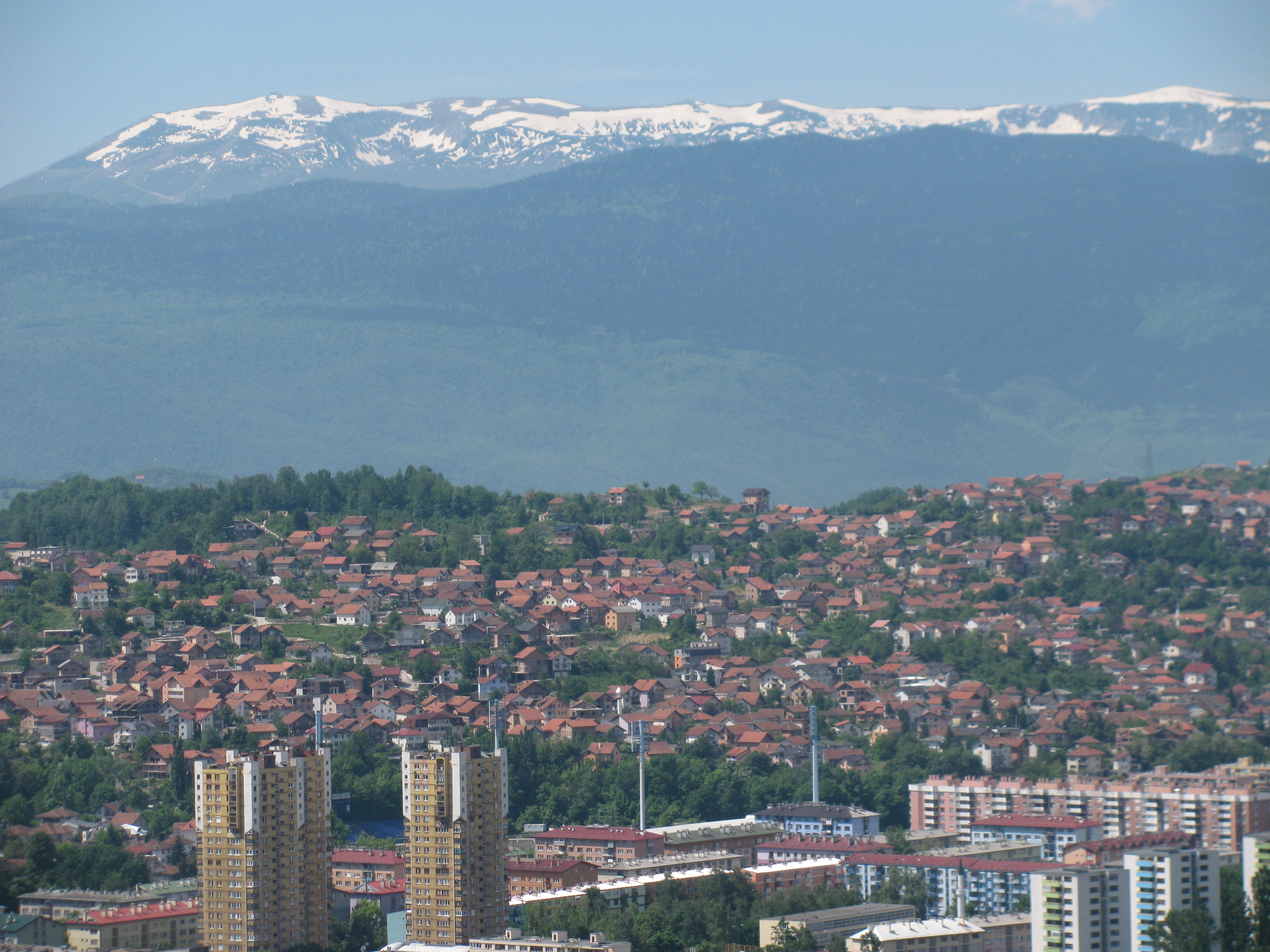
Sněhem pokryté vrcholy pohoří Bjelašnica, jižně od města.

Sarajevo je město obklopené horami, lesy a přirozenými parky. To ukládá místní samosprávě poměrně velký úkol v oblasti ochrany životního prostředí. 51,5 % území města se nachází na nadmořské výšce nad 700 m n. m. Riziko kromě šíření nelegálních skládek (z nichž některé jsou umístěny v blízkosti vodních zdrojů) a nedostatečné ochrany životního prostředí představuje také šíření a vznik černých staveb, které jsou palčivým problémem celého regionu.
Není řešena problematika odtoku vody z jednotlivých skládek. Zhruba pětina všech domů na území Kantonu Sarajevo není napojena na kanalizační síť.

#### Znečištění ovzduší
Kvalita ovzduší v Sarajevu je jedním z často diskutovaných témat. Podle informací z databáze Světové zdravotnické organizace (WHO) z roku 2016 činila průměrná roční koncentrace malých polétavých částic (PM 2,5) 30 μg na 1 m3, což překračuje zhruba trojnásobně hodnoty uváděné ve Směrnici pro kvalitu ovzduší WHO. Znečištění ovzduší měří Federální hydrometeorologický ústav (bosensky Federalni hidrometerološki zavod).
Za viníka problematického stavu ovzduší ve městě považují jeho představitelé především dopravu a obtížné geografické podmínky (město je v údolí). K vytápění budov bývají využívána nekvalitní paliva, vozidla jsou většinou starší výroby a nesplňují přísné evropské ekologické normy.

## Obyvatelstvo

### Struktura obyvatelstva

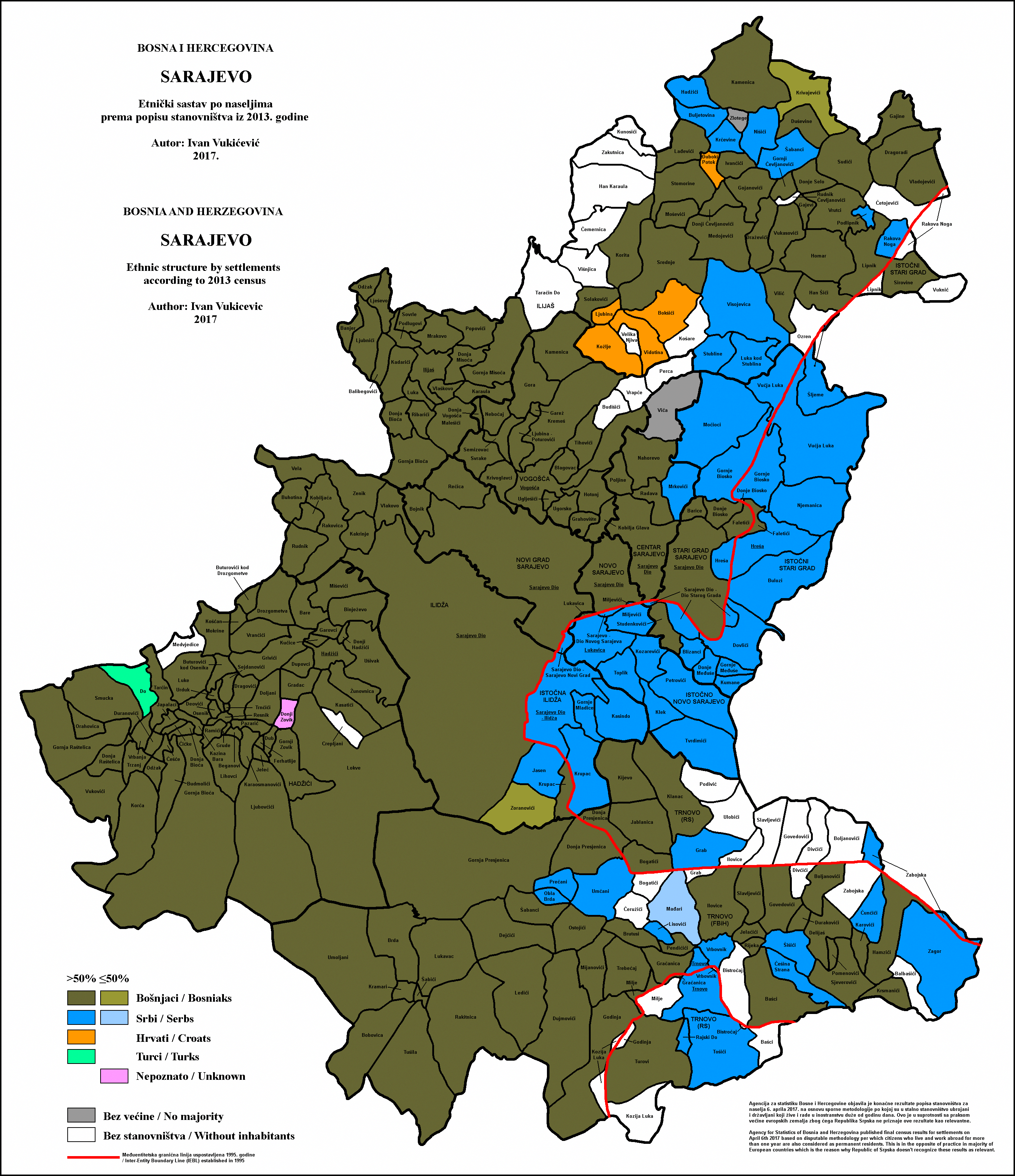
Etnické složení jednotlivých částí města (včetně Východního Sarajeva v roce 2013.

Sarajevo je co do počtu obyvatel nejlidnatějším městem v zemi. V roce 2013 zde žilo 275 524 obyvatel, což je oproti 429 672 v roce 1991 značný pokles. Podílely se na něm především události spojené s válkou z let 1992–1995, kdy město opustilo přes 100 000 jeho původních obyvatel a změna hranic města, která se uskutečnila se skončením konfliktu (území města se zmenšilo o 1277 km2.
Válečný konflikt pozměnil také etnické složení sarajevské populace. V roce 1991 ve městě (v dnešních městských obvodech/općinách Stari Grad, Centar, Novi Grad, Novo Sarajevo) žilo 361 735 obyvatel, z toho 182 503 (50,5 %) Muslimů/Bosňáků, 92 271 (25,5 %) Srbů, 24 241 (6,7 %) Chorvatů a 47 083 (13,0 %) Jugoslávců. V širších hranicích (10 městských obvodů) pak mělo Sarajevo 527 049 obyvatel, z toho 259 470 (49,2 %) Muslimů/Bosňáků, 157 143 (29,8 %) Srbů, 34 873 (6,6 %) Chorvatů a 56 470 (10,7 %) Jugoslávců.
Ještě před vypuknutím bojů v květnu 1992 z města odešla značná část obyvatelstva. Bylo rozděleno mezi Federací Bosny a Hercegoviny a Republiku srbskou, přičemž většina plochy i obyvatelstva zůstalo v prvně uvedené entitě.
V roce 2002 žilo ve čtyřech městských obvodech 230 130 (77,4 %) Bosňáků, 35 606 (12,0 %) Srbů a 22 380 (7,5 %) Chorvatů. V současné době tvoří 52 % obyvatel tu část Sarajevanů, kteří se ve městě usídlili během svého života. Přistěhovalectví ze zbytku země do metropole stále pokračuje.
Při posledním sčítání lidu byly údaje za jednotlivé obvody města ohledně národnosti jeho obyvatel následující:
|                |         |                  |                |                |                  |  |
| obvod (općina) | celkem  | Bosňáci          | Srbové         | Chorvati       | ostatní          |  |
| Centar         | 55 181  | 41 702 (75,57 %) | 2 186 (3,96 %) | 3 333 (6,04 %) | 7 960 (14.,42 %) |  |
| Novi Grad      | 118 553 | 99 773 (84,16 %) | 4 367 (3,68 %) | 4 947 (4,17 %) | 9 466 (7,98 %)   |  |
| Novo Sarajevo  | 64 814  | 48,188 (74,35%)  | 3 402 (5,25%)  | 4 639 (7,16%)  | 8 585 (13,24%)   |  |
| Stari Grad     | 36 976  | 32 794 (88,69 %) | 467 (1,3 %)    | 685 (1,85 %)   | 3 030 (8,19 %)   |  |
| celkem         | 275 524 | 222 457 (80,74%) | 10 422 (3,78%) | 13 604 (4,94%) | 29 041 (10,54%)  |  |

Hustota osídlení Sarajeva činí 2470,1 osob na km2. Ze čtyř městských obvodů je nejhustěji osídleno Novo Sarajevo, které tvoří především výškové panelové domy (7525,5 osob/km²). Nejnižší míra hustoty osídlení je v obvodu Stari Grad (742,5 os./km2.

### Náboženský život
Sarajevo je centrem jak bosenského islámu, tak i římskokatolické církve a srbského pravoslaví. Staletí dlouhé dějiny s těmito třemi dominantními náboženstvími rovněž sdílí i místní židovská komunita.
Na rozdíl od ostatních měst je Sarajevo nábožensky heterogenní; nachází se zde kostely, synagogy i mešity (86 náboženských staveb celkem).
V 80. letech 20. století byl poměr mezi věřícími relativně vyrovnaný; Sarajevo bylo velmi multikulturním městem – přezdívalo se mu evropský Jeruzalém. Byl zde značný počet např. smíšených manželství apod. Míra náboženské rozmanitosti nicméně značným způsobem poklesla po válce v 90. letech 20. století, kdy se vystěhovala značná část místní srbské komunity a dominantní roli získal do té doby jen do jisté míry převažující sunnitský islám. Dle sčítání lidu z roku 2013 se 225 088 osob (81,69 % obyvatel) Sarajeva přihlásilo k sunnitskému islámu, 12 608 (4,58 %) k římskokatolické církvi a 10 532 (3,82 %) k pravoslaví. 8 % procent obyvatel se potom deklarovalo jako jiného náboženství, nebo jako ateisté.

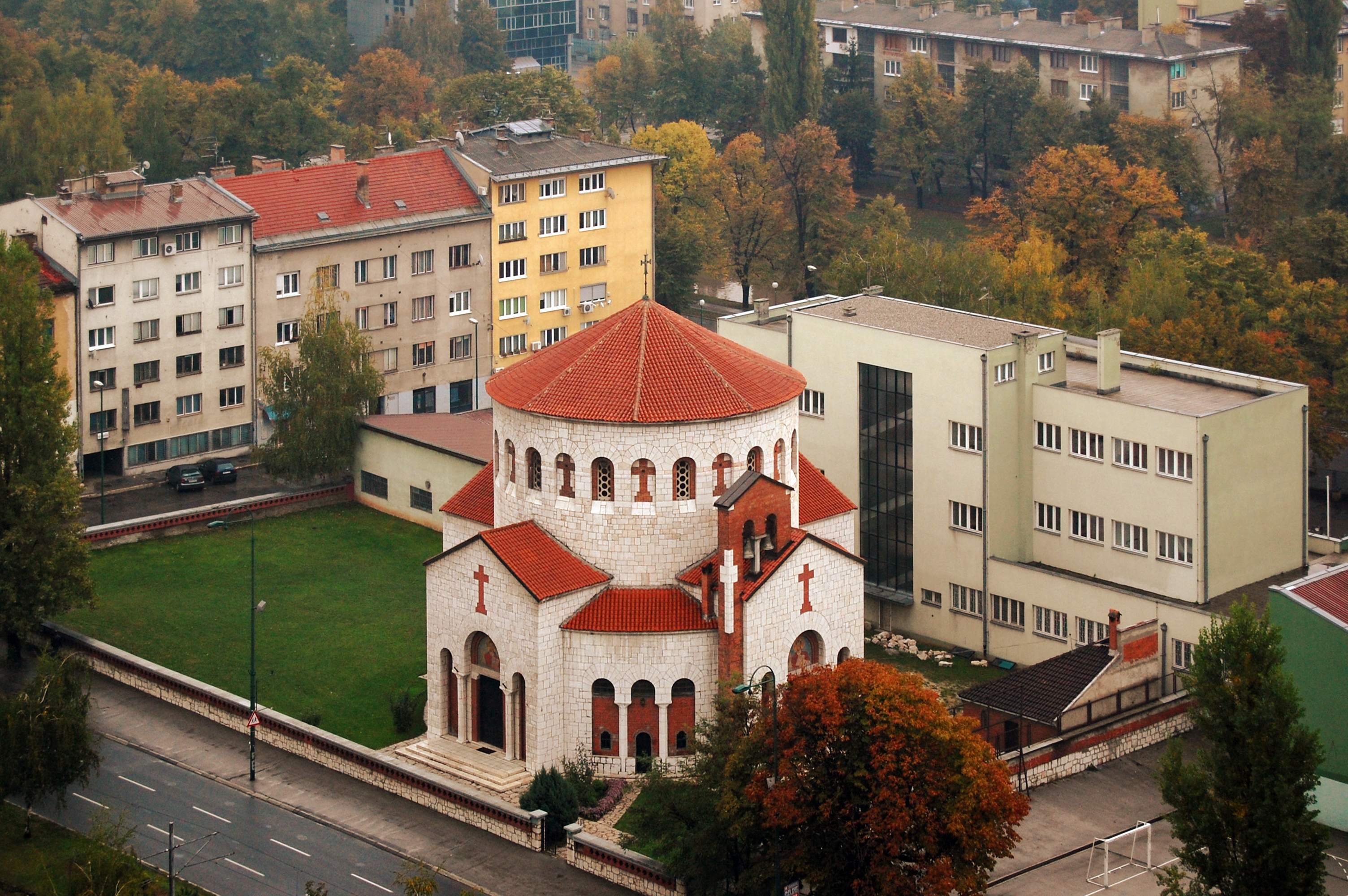
Chrám Proměnění Páně Srbské pravoslavné církve
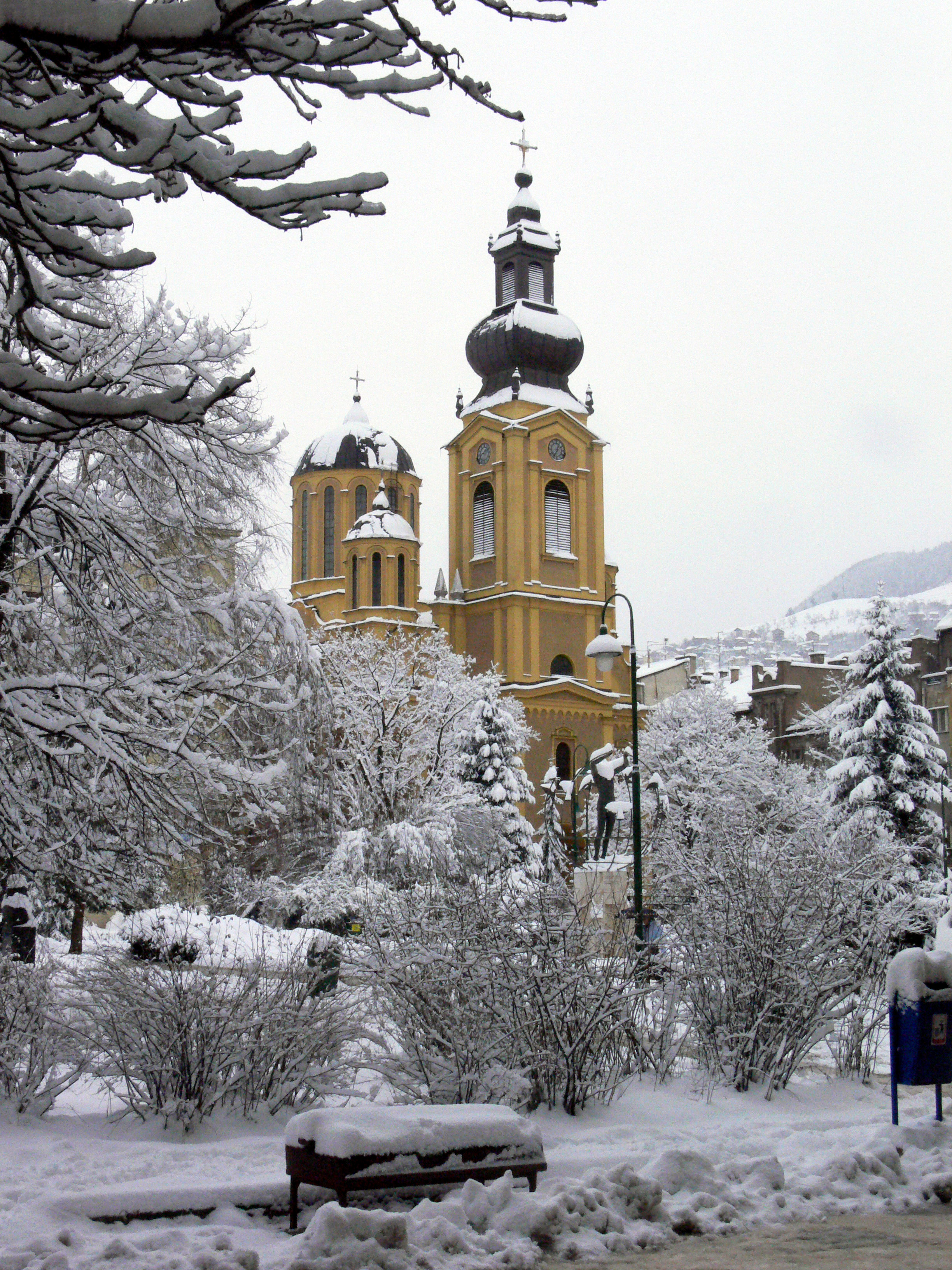
Hlavní pravoslavný chrám v Sarajevu
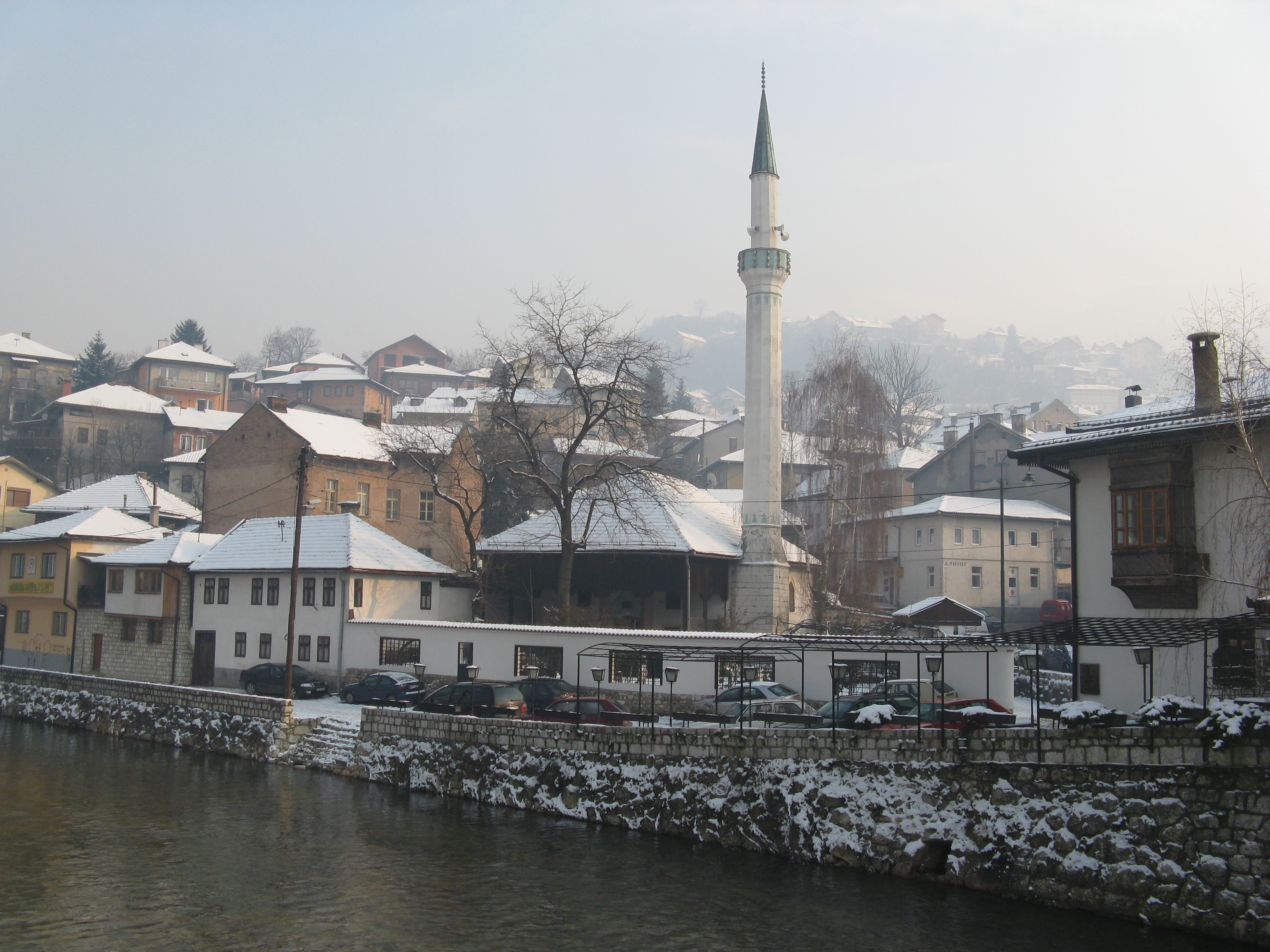
Hadžijská mešita v centru města
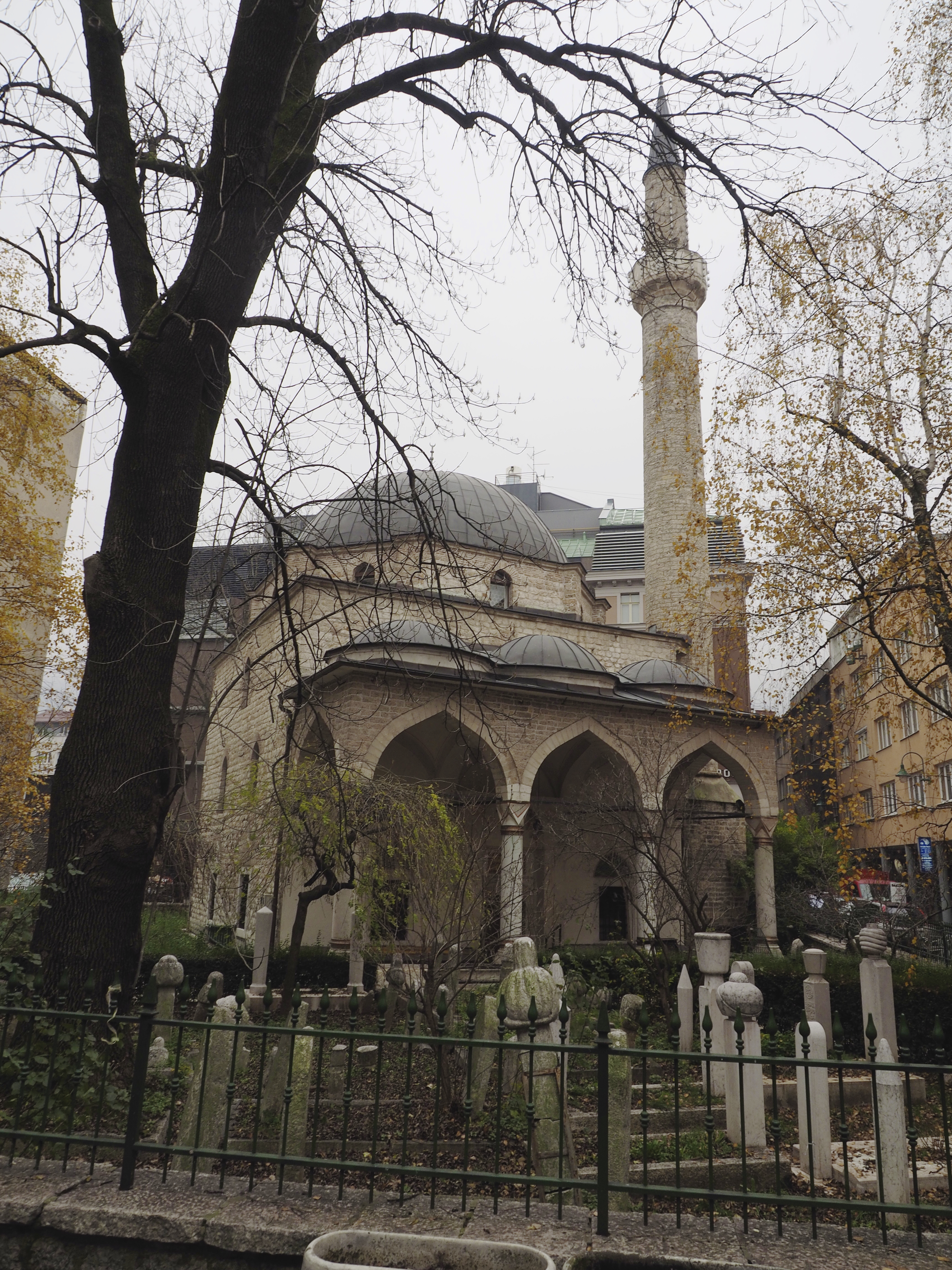
Ferhadova mešita v centru města u tržnice Baščaršija
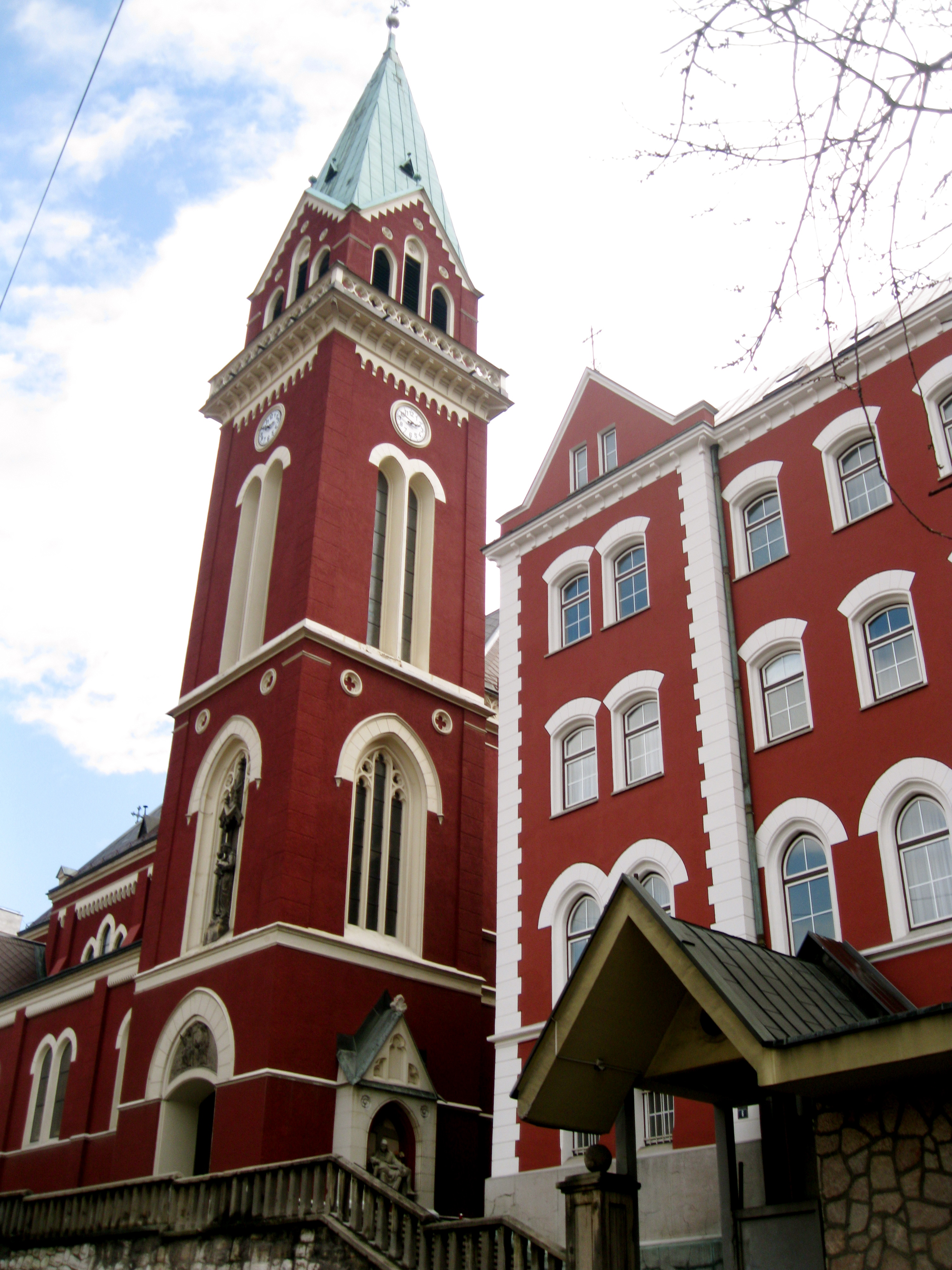
Římskokatolický kostel sv. Antonína Paduánského
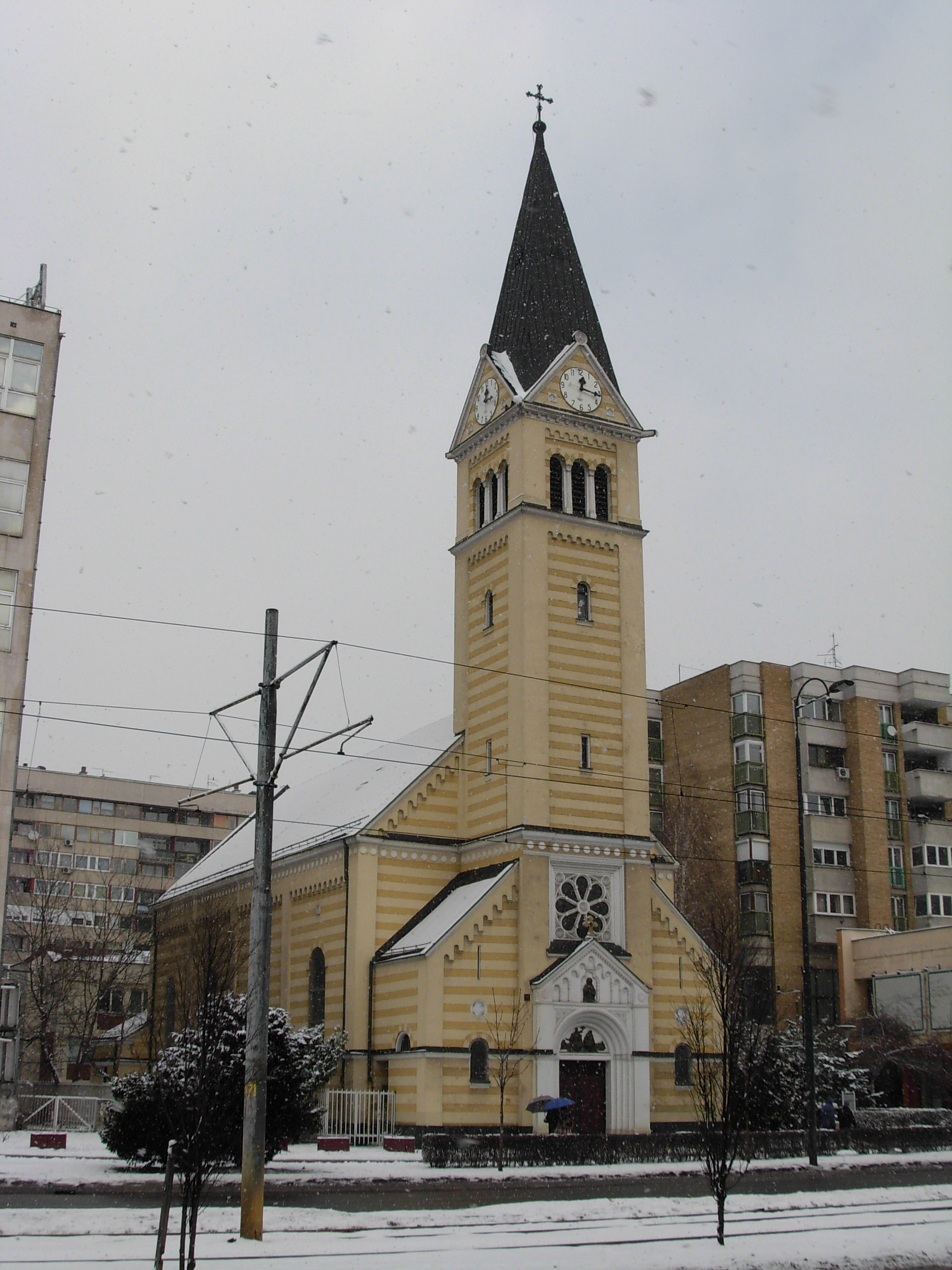
Sarajevský kostel Nejsvětější trojice
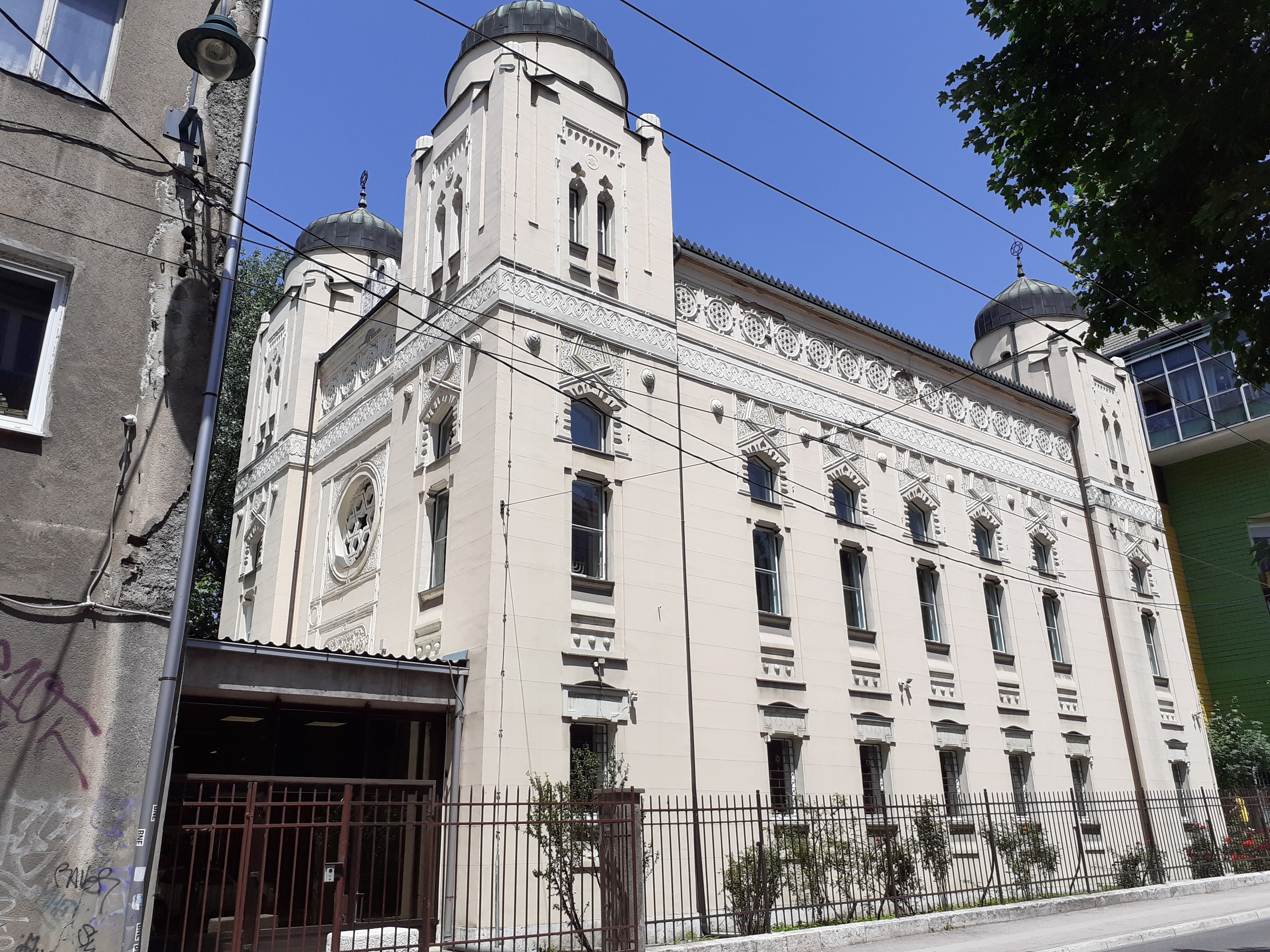
Aškenazská synagoga v Sarajevu

## Obecní správa a politika

### Místní části

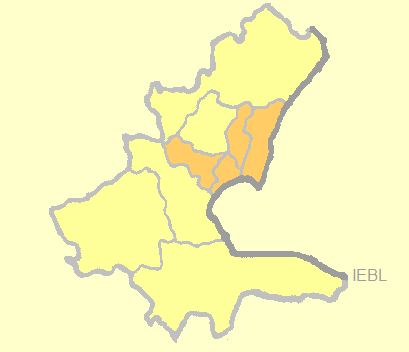
Administrativní rozdělení Kantonu Sarajevo (žlutě a oranžově). Oranžové místní části jsou součástí samotného města Sarajeva.

Město se dělí administrativně na 4 općiny (Centar, Novi Grad, Novo Sarajevo a Stari Grad). Tyto čtyři celky, které jsou samosprávné, se dělí ještě na menší oblasti, tzv. osídlená místa (bosensky naseljena mjesta), kterých je celkem 76 a jsou srovnatelné s místními částmi, resp. jsou trochu menší. Mají význam ze statistického, poštovního i volebního hlediska.
Administrativní dělení (dvojstupňové) je následující:
- Općina Centar (centrum)
  - Bardakčije, Betanija-Šip, Ciglane-Gorica, Donji Velešići, Džižikovac-Koševo I, Hrastovi - Mrkovići, Koševsko Brdo, Marijin Dvor - Crni Vrh, Mejtaš - Bjelave, MZ Park - Višnjik, Pionirska Dolina - Nahorevo, Skenderija - Podtekija, Soukbunar, Trg Oslobođenja.
- Općina Novi Grad
  - Boljakov Potok, Staro Hrasno, Otoka, Mojmilo, Švrakino selo, Aneks, Alipašino polje (A-C) Saraj Polje, Olimpijsko selo Mojmilo, Dobrinja (A-D) Buća potok, Dolac, Alipašin Most (I-11) Briješće, Sokolje, Dobroševići
- Općina Novo Sarajevo
  - Grbavica (I-II) Pofalići (I-II) Velešići, Gornji Velešići, Željeznička, Dolac Malta, Čengić vila (I-II) Kvadrant, Hrasno, Hrasno Brdo, Trg Heroja, Kovačići, Gornji Kovačići, Vraca
- Općina Stari Grad
  - Barice, Donje Biosko, Faletići, Gornje Biosko, Hreša, Močioci, Stari Grad, Vučja Luka

Před válkou v Bosně a Hercegovině bylo území města z administrativního hlediska podstatně rozsáhlejší. Tvořilo jej celkem 6 općin; dvě z nich byly vyděleny ze samostatného města a zařazeny pod novou správní jednotku s názvem Kanton Sarajevo. Jihovýchodní okraj města připadl po roce 1995 v souladu s Daytonskou dohodou Republice srbské a stal se součástí tzv. Východního Sarajeva. Pod něj spadají např. části Dobrinje, místní část Lukavica a město (opština) Pale, která se rozkládá od Sarajeva východním směrem.

### Zastupitelstvo a starosta
Zastupitelstvo města Sarajeva (bosensky Gradsko vijeće) je nejvyšším orgánem samosprávy města. Tvoří jej 28 zastupitelů. Obyvatelé města volí ve čtyřech volebních okrscích vždy po sedmi zastupitelích z řad zastupitelů místních částí. Představitelé konstitutivních národů (Srbové, Chorvati a Bosňáci) jsou v sarajevském městském zastupitelstvu každý zastoupeni minimálně dvacetiprocentním počtem. Pro další národnosti jsou vyhraněna dvě křesla. Tyto kvóty jsou uplatňovány bez ohledu na výsledky komunálních voleb.
V čele města Sarajeva stojí starosta (primátor), který jej zastupuje navenek. Úřad starosty byl zřízen v roce 1878 v souvislosti se správní reorganizací města po nástupu rakousko-uherské nadvlády. Od roku 2017 je starostou města Abdulah Skaka.

### Znak města

Znak města

Znak města Sarajeva, který byl přijat v roce 2000, zobrazuje typické střechy města v zelené barvě, dále v černé barvě městské hradby a v modré barvě řeku Miljacku s bílým mostem.

## Hospodářství

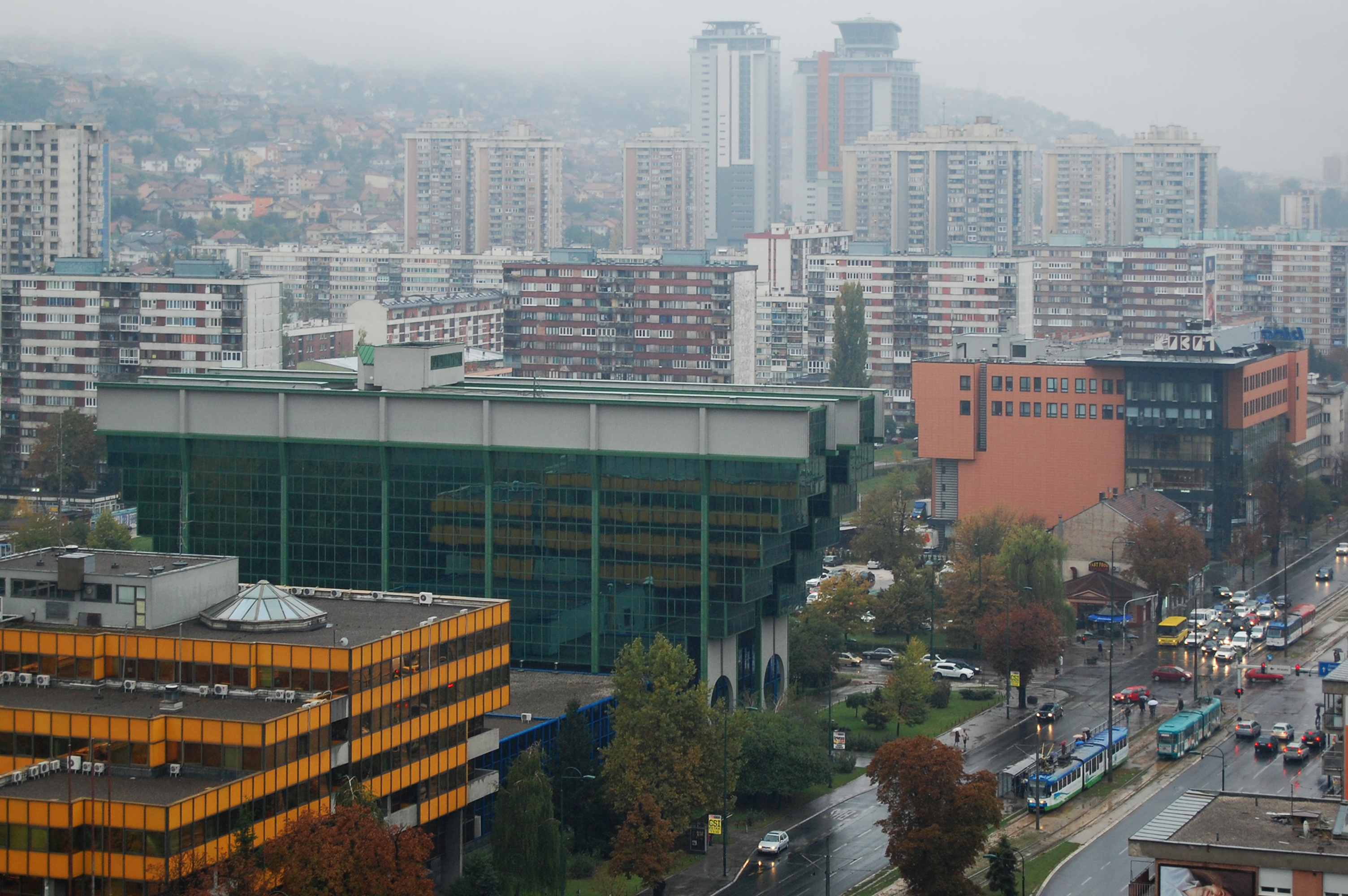
Moderní budovy, ve kterých sídlí různé společnosti. V pozadí se nachází Novo Sarajevo.

Sarajevo patří vzhledem ke svému významu a centralistickému charakteru ekonomiky Bosny a Hercegoviny k hospodářsky nejsilnějším oblastem v zemi. Jeho ekonomická prosperita stojí jak na průmyslu, tak i na službách a v neposlední řadě i na turistice. Sídlí zde bosenská centrální banka a sarajevská burza. V období existence socialistické Jugoslávie sídlily v Sarajevu čtyři společností, které patřily do první desítky ekonomicky nejsilnějších v celé Jugoslávii.
Hlavní město se podílí na 25 % hrubého domácího produktu země. Zboží odsud je vyváženo nejvíce do Chorvatska, Srbska a Německa, v dovozu hraje značný význam sousední Chorvatsko. S chorvatským přístavem Ploče (dříve Kardeljevo) má Sarajevo přímé železniční spojení a místní přístav má pro město i bosenskou ekonomiku značný význam.
Nejvíce pracovních míst je koncentrováno v městských obvodech (općinách) Centar a Novo Sarajevo. V roce 2014 činil průměrný čistý plat v kantonu Sarajevo 1 039 konvertibilních marek (cca 14 000 Kč).

### Průmysl
Během existence socialistické Jugoslávie bylo Sarajevo překotným tempem industrializováno. Důvody pro to byly jak přirozené (jednalo se o hlavní město republiky Bosny a Hercegoviny), tak i politické (město se nacházelo v horách daleko od hranic a pro případ konfliktu by spolu se zbytkem Bosny mohlo tvořit oporu jugoslávskému průmyslu). Sídlila zde celá řada průmyslových podniků, jako např. ŠIPAD, UNIS, Energoinvest, Hidrogradnja, FAMOS, UPI a Unioninvest. Tyto společnosti se zabývaly téměř všemi odvětvími průmyslu; ŠIPAD byl dřevozpracující podnik, FAMOS vyráběl motorová vozidla.
Kromě státních firem zde vznikly později i podniky některých soukromých společností, kterým bylo umožněno v socialistické Jugoslávii působit. Jedná se např. o továrnu společnosti Volkswagen (dnes jsou zde vyráběny vozy pro Škoda Auto) a Coca-Cola). Sídlí zde také skupina Prevent, která dodává díly do automobilů a nábytku.

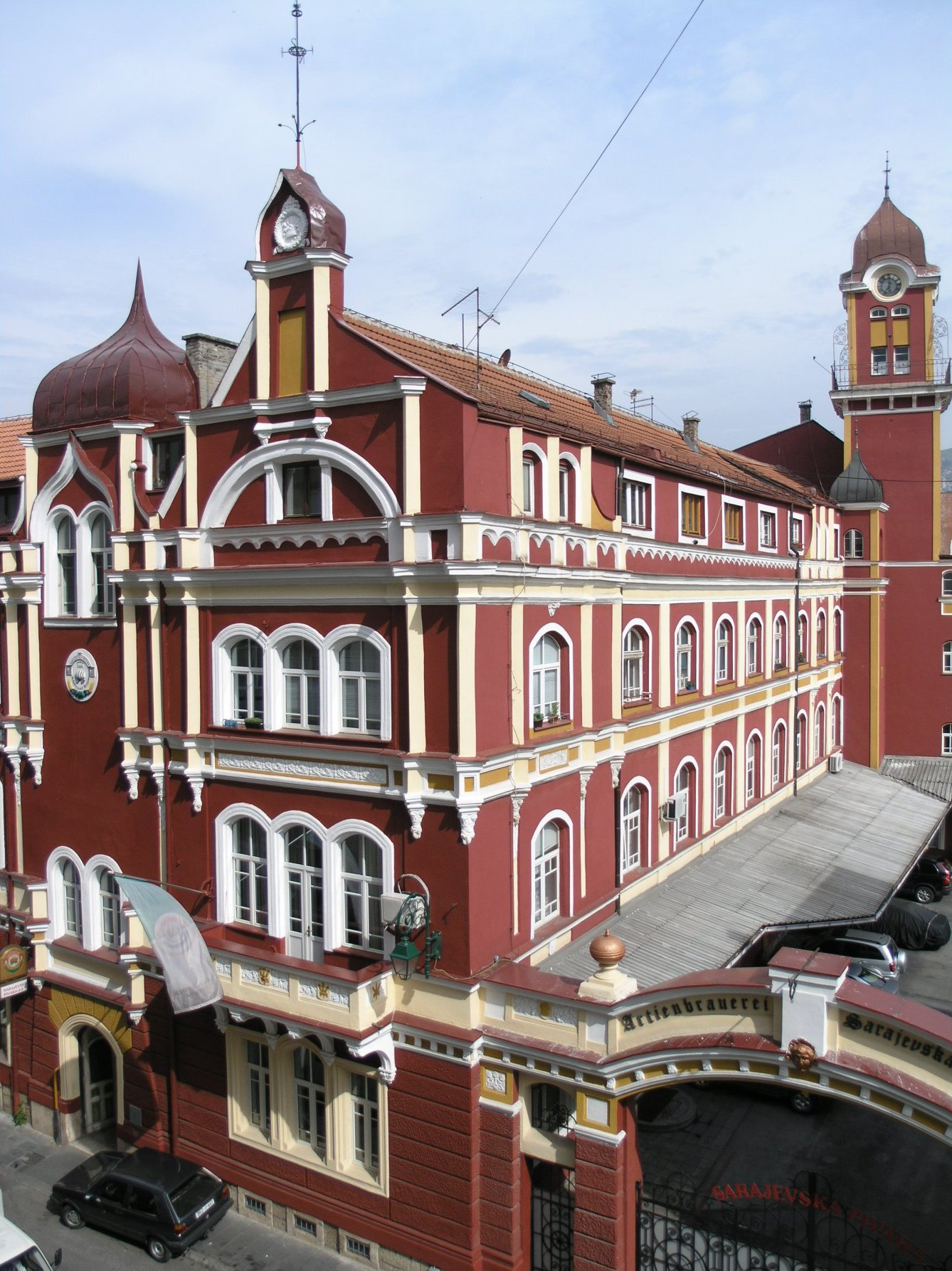
Historická budova sarajevského pivovaru.

Mezi potravinářské podniky, které sídlí ve městě, patří např. Sarajevská pivara (sarajevský pivovar, založen ještě v dobách existence Rakosuko-Uherska). Nachází se zde také továrna na výrobu tabáku.
V roce 1981 činilo HDP na obyvatele Sarajeva 133 % celojugoslávského průměru. Hrubá mzda v Sarajevu v roce 2019 činila 1 741 KM neboli 889 eur, čistá mzda pak 1 200 KM neboli 613 eur (cca 15 000 Kč).

### Služby
Ve městě má své závody mnoho zahraničních společností, jako například Harris Communications, Brown&Root. Na počátku 21. století vznikla v Sarajevu početná moderní obchodní centra, která se rychle stala středobodem místních. Mezi ně patří např. Bosmal City Centar, potom další objekty, jako např. Bingo City, Otoka Centar apod.

### Telekomunikace a média
Jako centrum celé země je Sarajevo rovněž i střediskem veškerých telekomunikačních služeb a masmédií, které jsou provozovány na celostátní úrovni. Sídlí zde státní televize (kanál BHRT), dále pak televize Federace Bosny a Hercegoviny (též součást té státní) s názvem FTV (RTV FBiH). Vysílá rovněž i kantonální stanice, v neposlední řadě pak i mnoho komerčních kanálů, jako například NTV Hayat, TV Pink nebo TV OBN. Televize vysílá ze Sarajeva od roku 1961.
V Sarajevu též mají své sídlo také celostátní deníky Oslobođenje a Dnevni Avaz. Oba dva sídlí v jednom velkém komplexu ve čtvrti Novo Sarajevo, který je mediálním centrem Sarajeva. Mezi další tituly, které však nejsou tak významné, patří například Slobodna Bosna, Jutarnje novine či již zaniklá chorvatskojazyčná Hrvatska riječ.

## Doprava

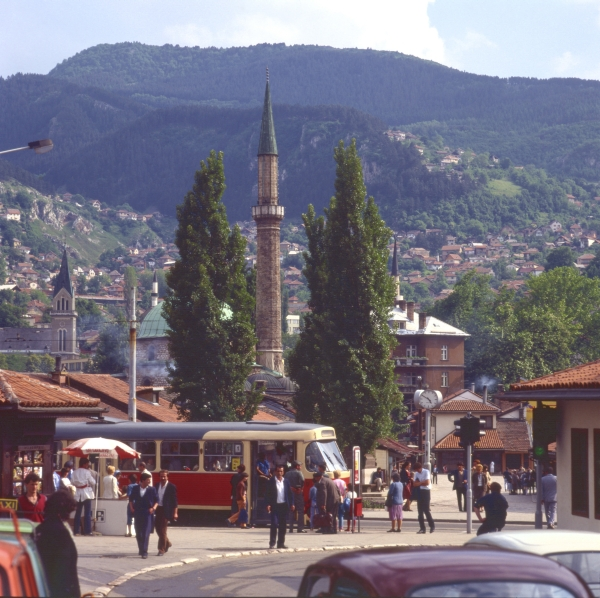
Baščaršija v roce 1989 s tramvají Tatra K2 československé výroby.

Sarajevo je přirozeným dopravním uzlem celé země. Je napojeno na místní dálniční síť (prochází tudy dálnice A1), vede odsud značný počet silnic celostátního významu. Směřují sem také dvě železniční trati; trať do Ploče k Jaderskému moři a trať do města Bosanski Šamac na sever země. Město má také vlastní mezinárodní letiště, které se ovšem nachází mimo území hlavního města (v Ilidži). Veřejnou dopravu zajišťují tramvaje, trolejbusy a autobusy.

### Silniční doprava
Kromě zmíněné dálnice směřuje ze Sarajeva do dalších měst i řada silnic, konkrétně: silnice M5 směrem do Travnika, Banja Luky a Bihaće, dále silnice M17 do Zenici a Doboje, potom silnice M18 do Tuzly, na východ potom vede silnice M5 do měst Višegrad a Goražde a k údolí řeky Drina a hranici se Srbskem. Na jih směřuje silnice M18 přes město Foča k Dubrovníku a silnice M17 vede na západ k městu Mostar. Meziměstské a mezinárodní spojení Sarajeva je hodnoceno samotným magistrátem jako těžce nedostačující, především i díky faktu, že žádná z bosenských dálnic nesměřuje přímo do sousedních zemí, resp. nebyla dokončena. Výhledově má být prostřednictvím dálnic město spojeno s pobřežím Jaderského moře, Podriním, střední Bosnou i severní a severovýchodní části země.
Vzhledem k hornatému charakteru terénu není okolo města vedený žádný okruh, který by byl srovnatelný s jinými obdobně velkými městy. Z jižní strany údolí řeky Miljacky nicméně existuje ulice Put Mladih Muslimana, která plní roli dopravního přivaděče a obchvatu centra města. Obdobná třída ze severní strany byla dokončena pouze z části (tvoří ji tunel Vlastenecké ligy pod sídlištěm Ciglane). Některé dopravní tahy byly realizovány v souvislosti s přípravami města na pořádání Zimních olympijských her v roce 1984. Směrem blíže do centra města je hlavní dopravní osou, kudy je vedena i stěžejní tramvajová trať, třída Zmaja od Bosne, resp. třída Maršála Tita v centru města.

### Veřejná doprava
Veřejnou dopravu zajišťují tramvaje, trolejbusy a autobusy. Na místní vrchol Vidikovac nedaleko od horského masivu Trebević je provozována lanová dráha. Tramvajová síť je vedena v ose města, ve směru toku řeky Miljacky. V provozu je od roku 1885 (jako koňka) a poté od roku 1895 jako elektrifikovaná. Jednu hlavní trať s odbočkou na železniční nádraží mají ve třetí dekádě doplnit nové tratě. Doplňuje jí síť trolejbusová, která zajišťuje spojení pro místní části Koševo, Alipašino polje, Skenderija a od roku 2025 i město Vogošća. Zbytek města obsluhují autobusy.
V první polovině druhé dekády 21. století prosazoval místní architekt Muzafer Osmanagić vybudování sítě metra v Sarajevu. Vzhledem k chronickému nedostatku finančních prostředků pro dopravní stavby v regionu obecně však tento projekt nebyl převzat samosprávou a nebyl realizován. Odhadované náklady měly dosáhnout výše 150 milionů KM.
Hlavní autobusové nádraží se nachází v bezprostřední blízkosti železničního nádraží, na křižovatce ulic Put života a Halila Kajtaza a je dosažitelné tramvajovými linkami. Východní Sarajevo má vlastní autobusové nádraží.

### Železniční doprava
Sarajevo je jedním z center železniční sítě Bosny a Hercegoviny. Dvě z výše zmíněných tratí ústí na hlavním nádraží, které se nachází blízko lokality Marijin dvor západně od centra města.
Železnice, která byla zavedena do Sarajeva za rakousko-uherské nadvlády v konci 19. století podstatným způsobem ovlivnila podobu i rozvoj města. První vlak do Sarajeva přijel v roce 1882. Kromě současných dvou tratí existovala v minulosti i východní dráha, která měla vlastní nádraží v místní části Bistrik. V současné době[kdy?] je význam železniční dopravy na meziměstské a mezinárodní dopravě pro bosenskou metropoli poměrně nízký; většina destinací je lépe dostupná silniční dopravou. Četné jsou i mezinárodní dopravní spoje; během olympijských her v roce 1984 byl v provozu olympijský vlak z Bělehradu, přímé spojení se srbskou metropolí bylo ze Sarajeva obnoveno až v roce 2009.

### Letecká doprava
Sarajevské mezinárodní letiště (IATA:SJJ), do rozpadu Jugoslávie zvané Butmir, bylo vybudováno v 60. letech 20. století a podstatně rozšířeno pro zimní olympijské hry v roce 1984. Je dobře známé z časů občanské války, kdy se stalo jediným koridorem k obléhanému městu využívaným jednotkami OSN, se nachází na jihozápadě metropole nedaleko řeky Bosny. Letiště je z celostátního (ne však z celoevropského) hlediska velmi významné; dopravu sem zajišťuje mnoho dopravců, jako například B&H Airlines, Austrian Airlines, Alitalia, Aero Flight, Lufthansa, Air Serbia, Croatia Airlines a mnozí další. V roce 2004 bylo na letišti odbaveno 397 000 cestujících, což je velký rozdíl od roku 1996, kdy to bylo pouhých 25 000. V roce 2017 prošlo branami letiště celkem 957 971 pasažérů, což činí 61,4 % všech cestujících leteckou dopravou na území Bosny a Hercegoviny. Většina vytížení letiště se uskuteční v letních měsících.

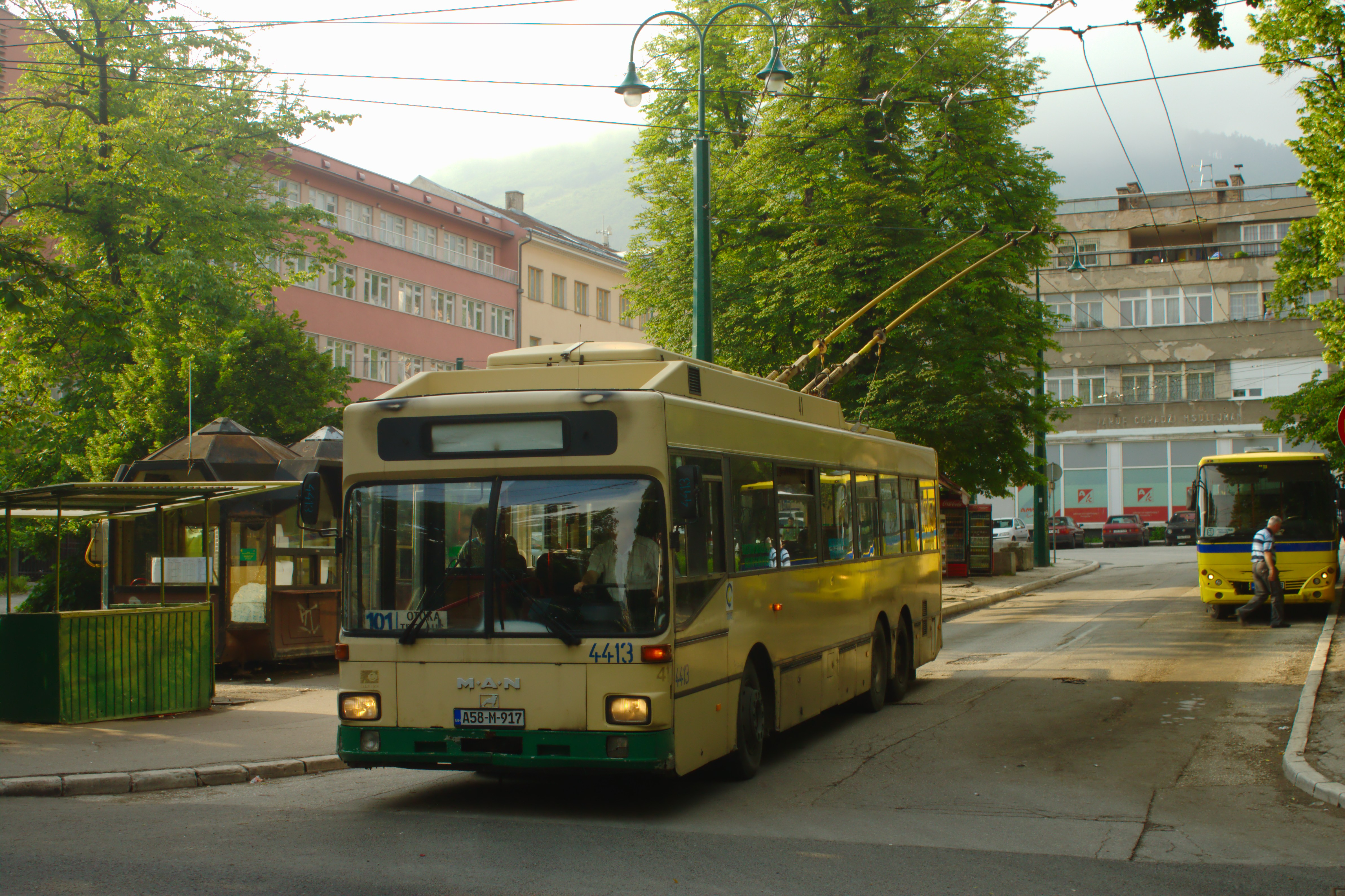
Trolejbus v centru města
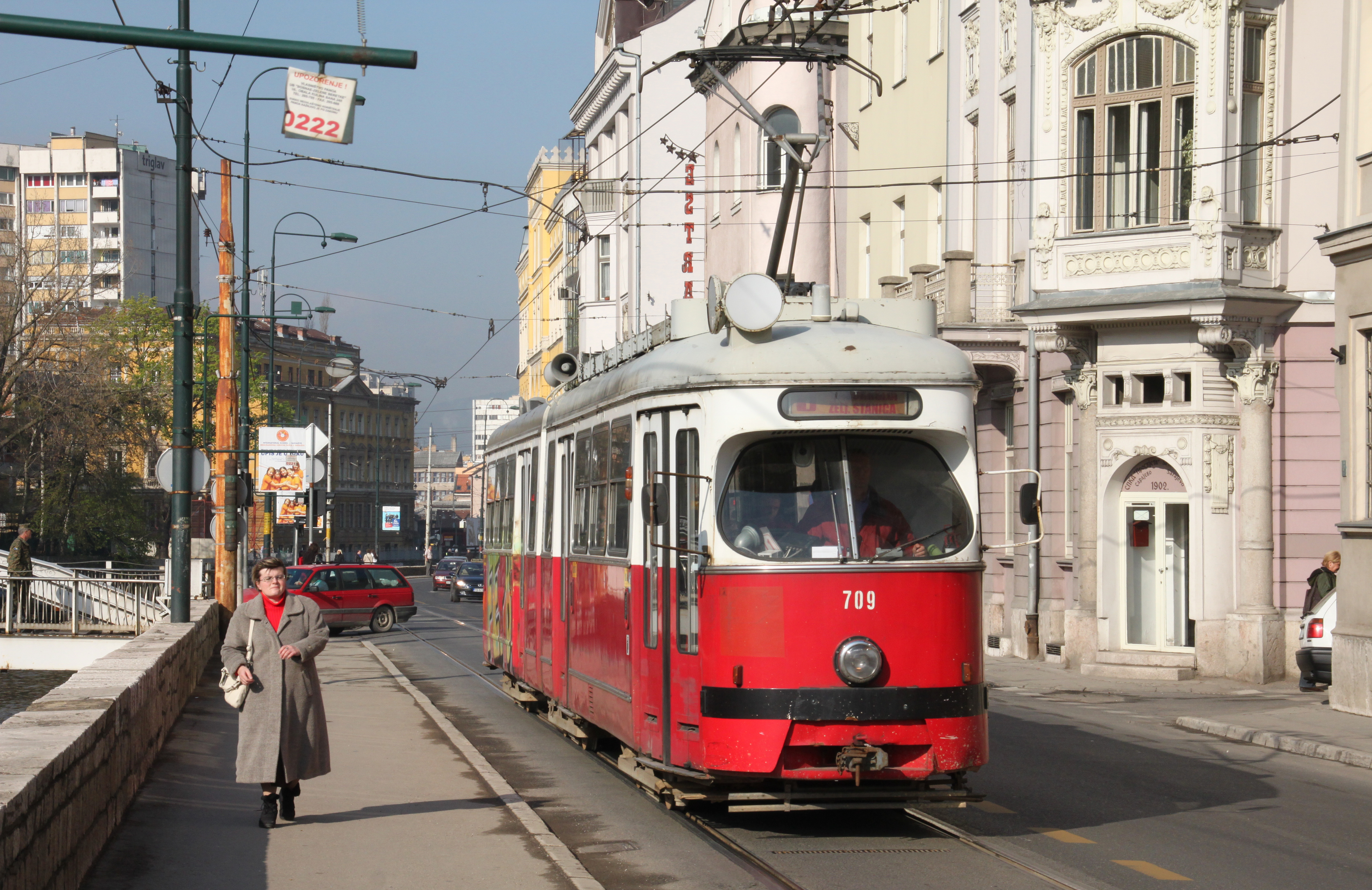
Tramvaj na nábřeží Kulina bána
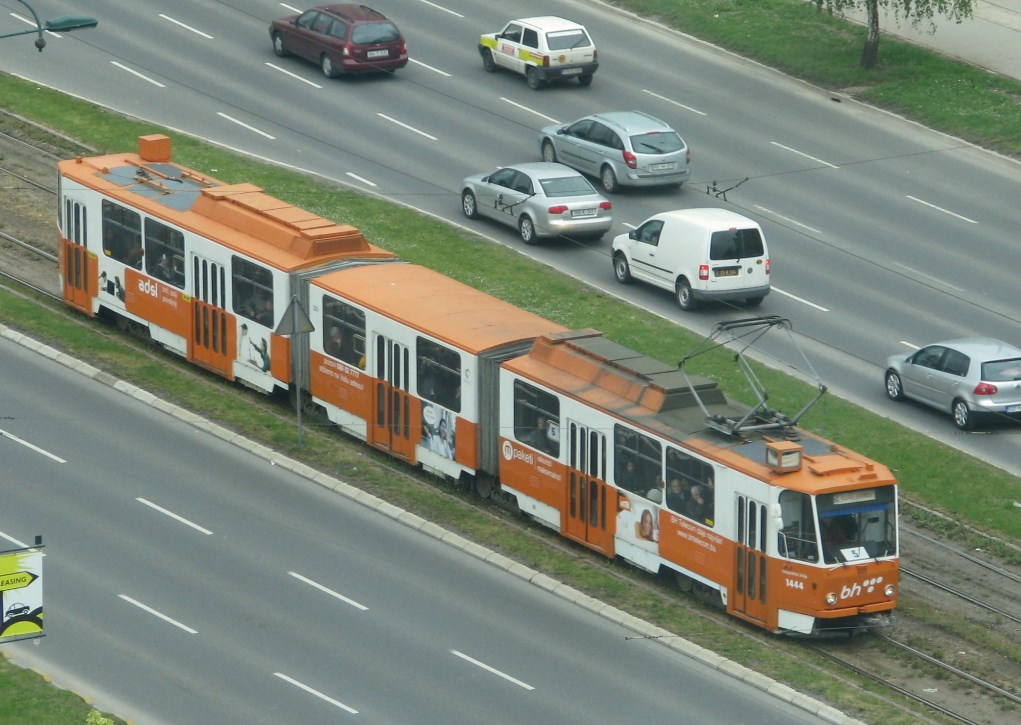
Tramvaj Tatra KT8D5 československé výroby v Sarajevu
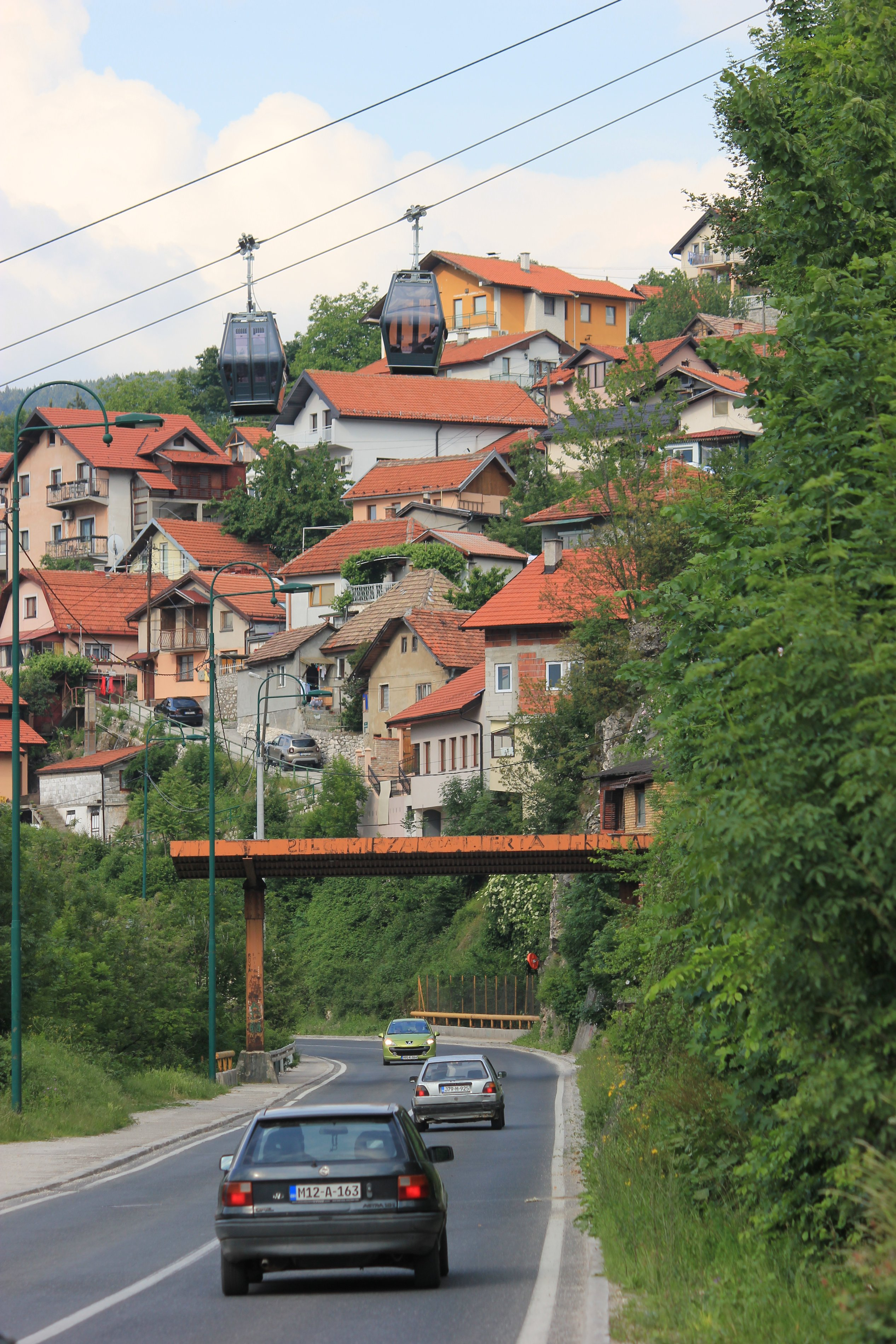
Silnice směřující okolo města s lanovkou na vrchol Trebević
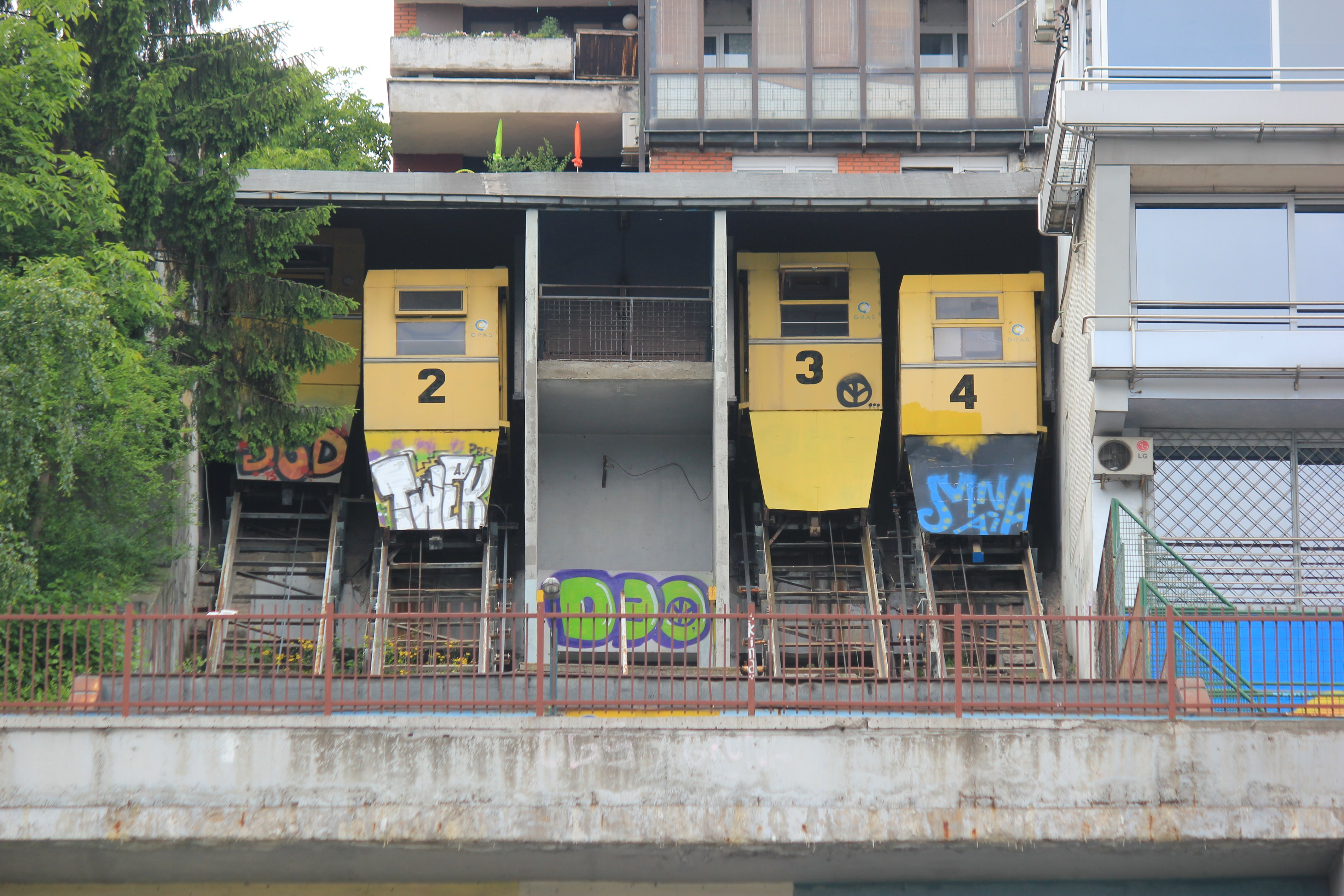
Lanová dráha, součást obytného komplexu Ciglane v severní části města

## Společnost

### Školství

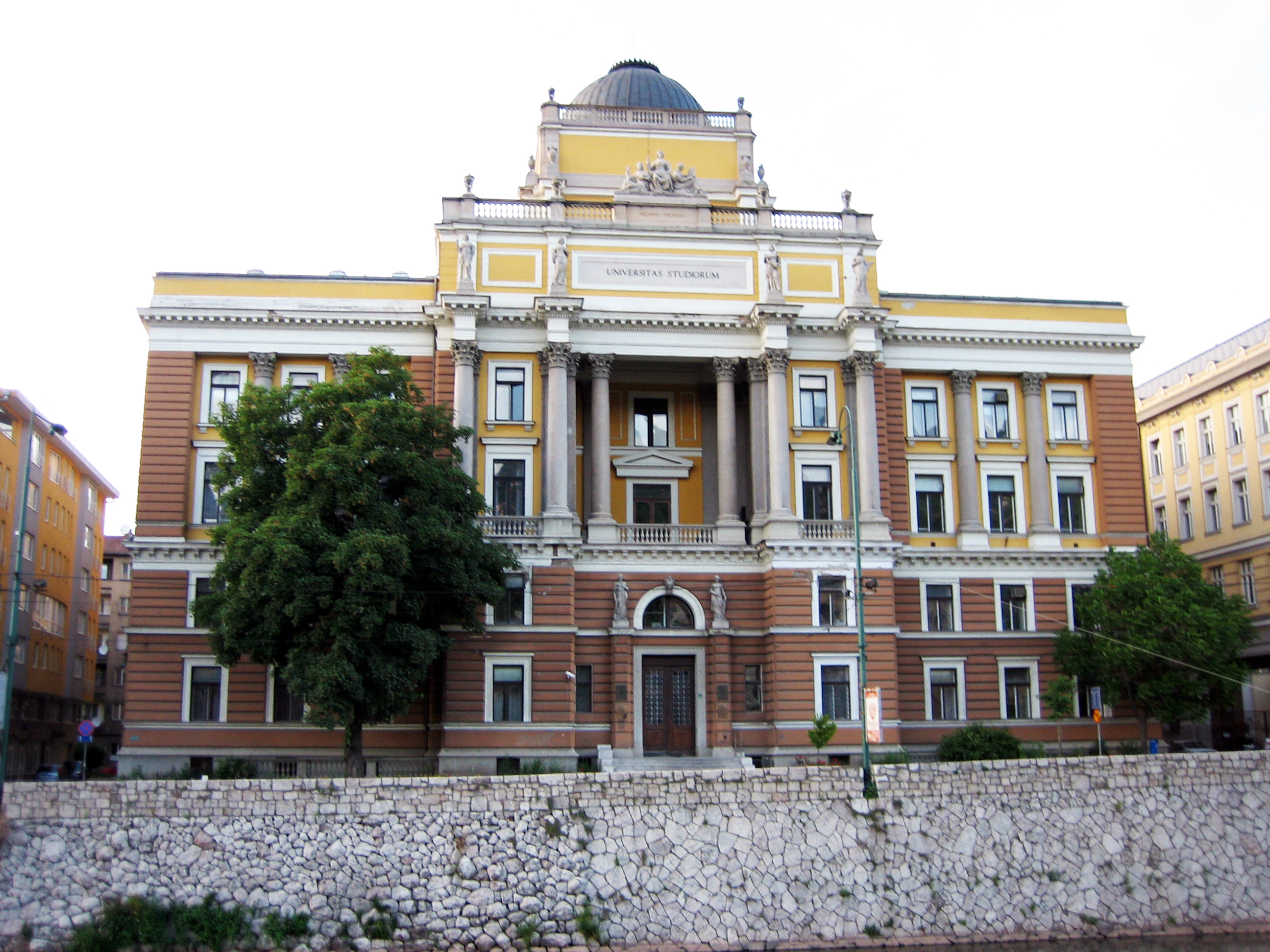
Rektorát a Právnická fakulta Univerzity v Sarajevu.

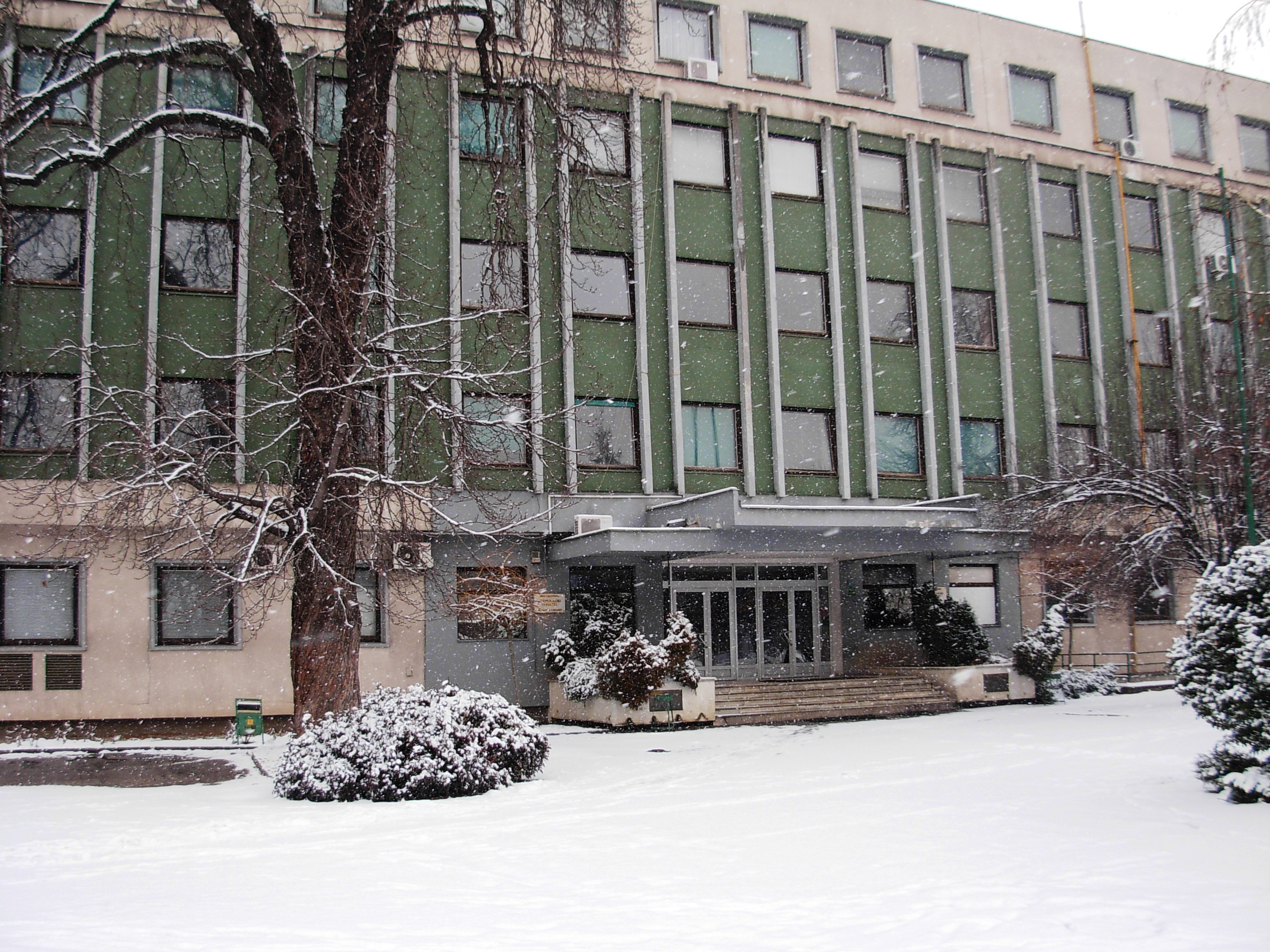
Budova Veterinární fakulty Univerzity v Sarajevu.

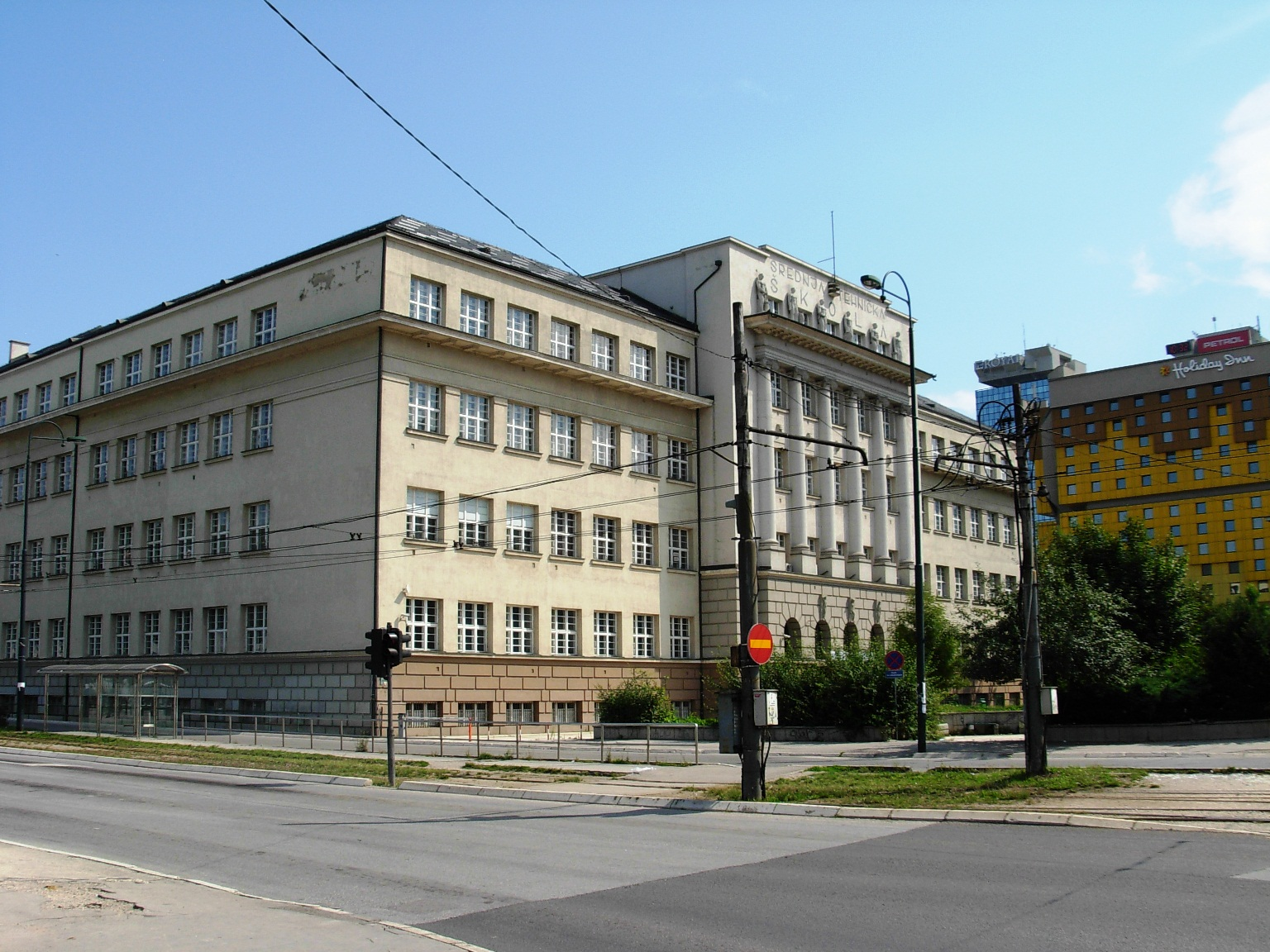
Střední technická škola v Sarajevu.

Jako velké a historicky významné město mělo Sarajevo první vzdělávací instituce již v dobách existence osmanské nadvlády. První škola vyššího typu zde vznikla roku 1537, založil ji Gazi Husrev-beg, druhý správce Bosny za Osmanské nadvlády. Jmenovala se hanikah a jednalo se o súfijskou školu. Vyučovalo se zde islámské právo (šarí‘a, fikh), teologie, filozofie, existovala také i univerzitní knihovna. Do 19. století se jednalo o nejvýznamnější školu v celé Bosně a Hercegovině.
V dějinách sarajevského školství svoji roli sehrály také Šarí‘atská soudní škola (jejíž budovu navrhl český architekt Karel Pařík). Na její tradici navazuje v současné době Fakulta islámských věd.
Vysoká škola moderního typu (Univerzita v Sarajevu) byla otevřena až roku 1949. Jednalo se o sloučení několika dislokovaných fakult (např. lékařské a právnické) pod hlavičkou nové instituce. V druhé polovině 20. století se pak univerzita dále rozvíjela a pomáhá zakládat nové školy podobného typu po celé republice (v Banja Luce, Mostaru a Tuzle). 70. a 80. léta potom byla ve znamení oddělování některých fakult od univerzity. Přibyly i nové studijní obory (např. technické a umělecké akademie). Univerzita v Sarajevu obnovila činnost první rok po poslední válce, roku 1996.
V druhé dekádě 21. století Sarajevanům sloužilo kromě vysokého školství též kolem čtyřiceti základních a třiceti středních škol. Město provozuje i 34 mateřských škol, které slouží zhruba pro dvě tisícovky dětí.
Od svého vzniku (jako samostatné instituce) v roce 1966 sídlí v Sarajevu i Akademie věd a umění Bosny a Hercegoviny.

### Kultura
Unikátní kulturní scéna města Sarajeva je výsledkem dlouhých dějin, v nichž se vystřídalo několik mocností, vlivů početných náboženství i myšlenkových směrů. V neposlední řadě je ovlivněna i poslední válkou z konce 90. let 20. století. Mezi učence a spisovatele, kteří v Sarajevu působili, patří např. Vladimir Prelog, Zlatko Topčić nebo Abdulah Sidran. Dva roky v Sarajevu také studoval jugoslávský nositel Nobelovy ceny za literaturu, Ivo Andrić.
Hlavní divadelní scénou v Sarajevu je Národní divadlo, které sídlí ve středu města na břehu řeky Miljacka. Založeno bylo v roce 1921 a je nejstarším profesionálním divadlem v zemi. Po druhé světové válce jej doplnilo divadlo Kamerni teatar 55, která se věnuje modernějším divadelním hrám. Roku 1977 spatřilo světlo světa i Divadlo mladých. Mimo to vzniklo v podobné době i Divadlo pionýrů, loutkové divadlo a další. Od roku 1992 působilo ve městě i Sarajevské válečné divadlo (SATR). Od roku 1953 existuje i Sarajevská filharmonie.
V Sarajevu působí také i značné množství muzeí a galerií. Mezi ně patří např. Městské muzeum (které vzniklo po druhé světové válce), Zemské muzeum (nejstarší v zemi, založené v roce 1888), Historické muzeum Bosny a Hercegoviny, Olympijské muzeum, Muzeum Židů Bosny a Hercegoviny, Muzeum válečného dětství, Muzeum literatury a divadelního umění Bosny a Hercegoviny, Muzeum Aliji Izetbegoviće, které sídlí v historické bráně v místní části Vratnik a další. Na místě Sarajevského atentátu v centru města se nachází muzeum věnované rakousko-uherské nadvládě nad Bosnou s podtitulkem let 1878–1918. Turisté často navštěvují i muzeum v Butmiru (v nedaleké Ilidži), které je věnované tunelu pod místním letištěm. Ten sloužil během obléhání Sarajeva pro dodávky, potravin, zbraní, léků a pomoci těžce zkoušenému městu i obecně.

#### Festivaly a populární kultura
Během každého roku se konají různé festivaly, jako například Baščaršijske noći (Baščaršijské noci; hudební, taneční a jiná kulturní představení), Sarajevska zima (převážně výstavy) či Sarajevský jazzový festival. Od roku 1995 se koná každoročně v srpnu také i festival filmový.
Za dob Jugoslávie bylo hlavní město Bosny a Hercegoviny známé také jako centrum pop rocku; některé hudební skupiny, které zazářily v Jugoslávii v 70. a 80. letech (a jsou mnohdy populární i nyní) pocházely právě ze Sarajeva. Mezi takové se řadí např. Indexi (1962), Ambasadori (1968), Bijelo dugme (1974; jedna z nejpopulárnějších popových skupin na území tehdejší Jugoslávie), Plavi orkestar, Zabranjeno pušenje, a dalších. Místní hudební scéna ovlivnila řadu jugoslávských zpěváků a zpěvaček, mezi které patřili Zdravko Čolić, Kemal Monteno, Dino Merlin, Seid Memić Vajta, Hari Mata Hari, Mladen Vojičić, Željko Bebek a dalších. Sarajevo bylo centrem Nového primitivismu (bosensky Novi primitivizam), vysílán odsud byl i v celé Jugoslávii populární satirický pořad Top lista nadrealista.
O městu Sarajevu zpívá také irská skupina The Cranberries ve své písni Bosnia z roku 1996.
Odehrává se zde také film V zemi krve a medu, ve kterém účinkovala v hlavní roli Angelina Jolie. V jugoslávské kinematografii vynikal především film Valter brani Sarajevo, který se zde odehrává, a dále snímky Vzpomínáš na Dolly Bell? nebo Otec na služební cestě od Emira Kusturici. Po skončení bosenské války zde vznikly filmy Grbavica nebo Sasvim lično.

## Turistika

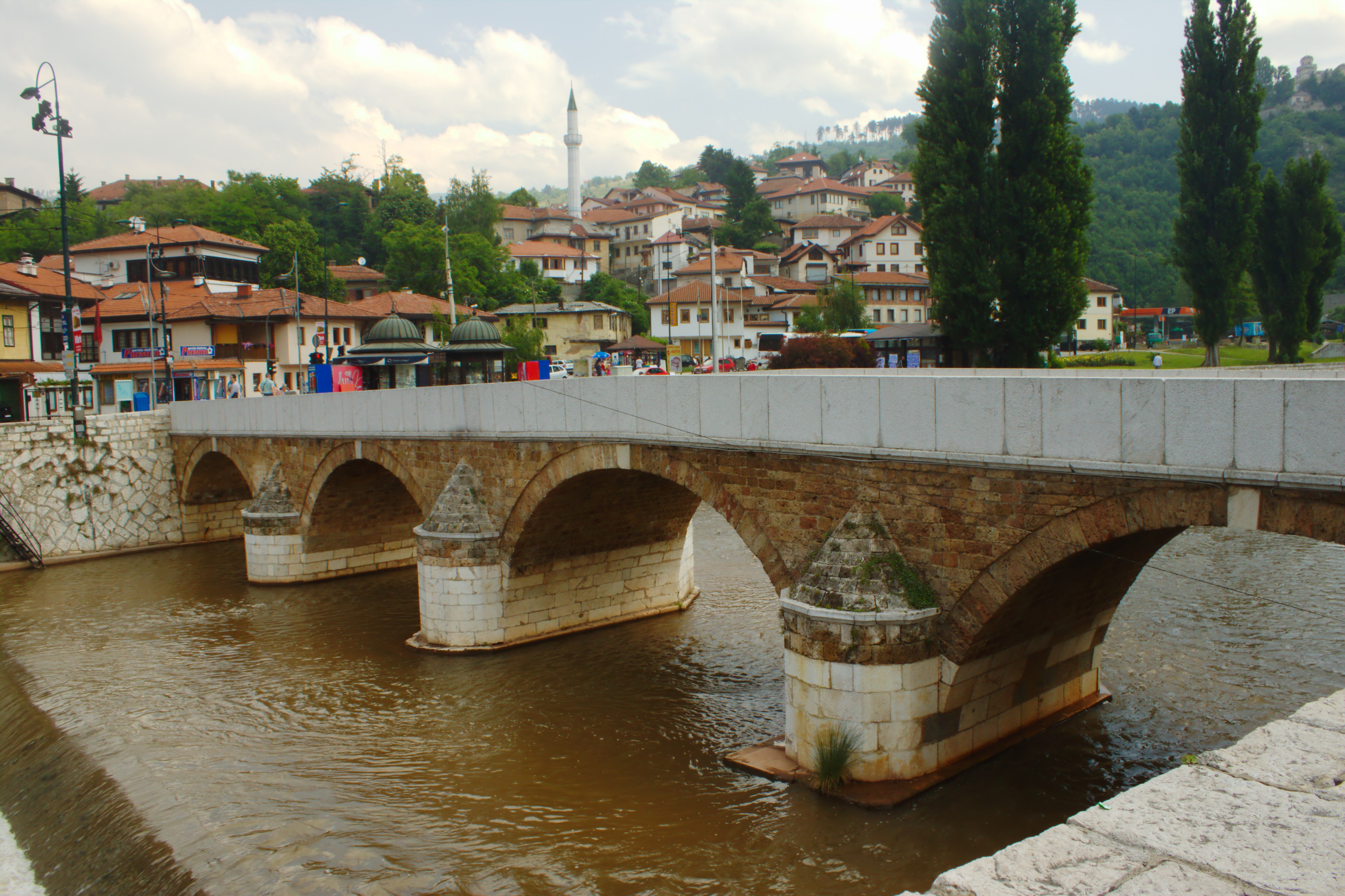
Most přes řeku Miljacku ve středu města.

Sarajevo bylo turisticky velmi aktivní destinací již v době existence socialistické Jugoslávie a tento statut si udrželo i po válce v 90. letech 20. století a následné obnově města. Nachází se zde řada kulturních památek z období osmanské nadvlády, architektura typická pro období existence Rakousko-Uherska, jakož i moderní stavby z dob královské i socialistické Jugoslávie.
Kromě historického středu města a početných památek jsou navštěvovány také místní parky a okolní příroda. Hlavním parkem ve středu Sarajeva je neprozíravě pojmenovaný Velký park, který se nachází v blízkosti lokality Džidžikovac. Východně od středu města v soutěsce řeky Miljacky se nachází další oblíbené výletní místo, a to Kozí most (bosensky Kozja ćuprija). Řada turistických tras směřuje i na jižní svahy vrcholu Trebević a k vrcholu Zlatište, případně k věži Barice Kula severně od města apod. V blízkosti Sarajeva se nacházejí také nekropole tzv. stećků.
Na svazích řeky Miljacky se nachází řada míst, které poskytují unikátní výhledy na město. Mezi ně patří např. pozůstatky fortifikačních systémů (Žuta Tabija, Bijela tabija), doplňují je výškové budovy různě městě (např. Avaz Twist Tower, Alta Shopping Center, BBI Center).
Pro rozvoj turistiky byly značnou reklamou již Zimní olympijské hry v roce 1984. Slibný potenciál nicméně přerušila válka v první polovině 90. let 20. století. Již v roce 2006 označil Lonely Planet Sarajevo jako 43. nejlepší turistickou destinaci světa a v prosinci 2009 bylo vybráno jako jedno z deseti měst, které stojí za to navštívit v roce 2010.
Během prvních dvou desetiletí 21. století počet návštěvníků metropole Bosny a Hercegoviny setrvale rostl. Jen v roku 2019 město navštívilo 733 259 osob. Kromě návštěvníků z Evropy i řady zemí celého světa je metropole Bosny a Hercegoviny oblíbená také u turistů z Turecka a arabských zemí. V polovině druhé dekády 21. století vznikla v blízkosti města dokonce i uzavřená komunita pro arabské vlastníky, kteří zde žijí odděleně od místních obyvatel.
Turistický ruch se na sarajevské ekonomice podílí hodnotou 2,9 % HDP a zaměstnává okolo 26 tisíc osob.

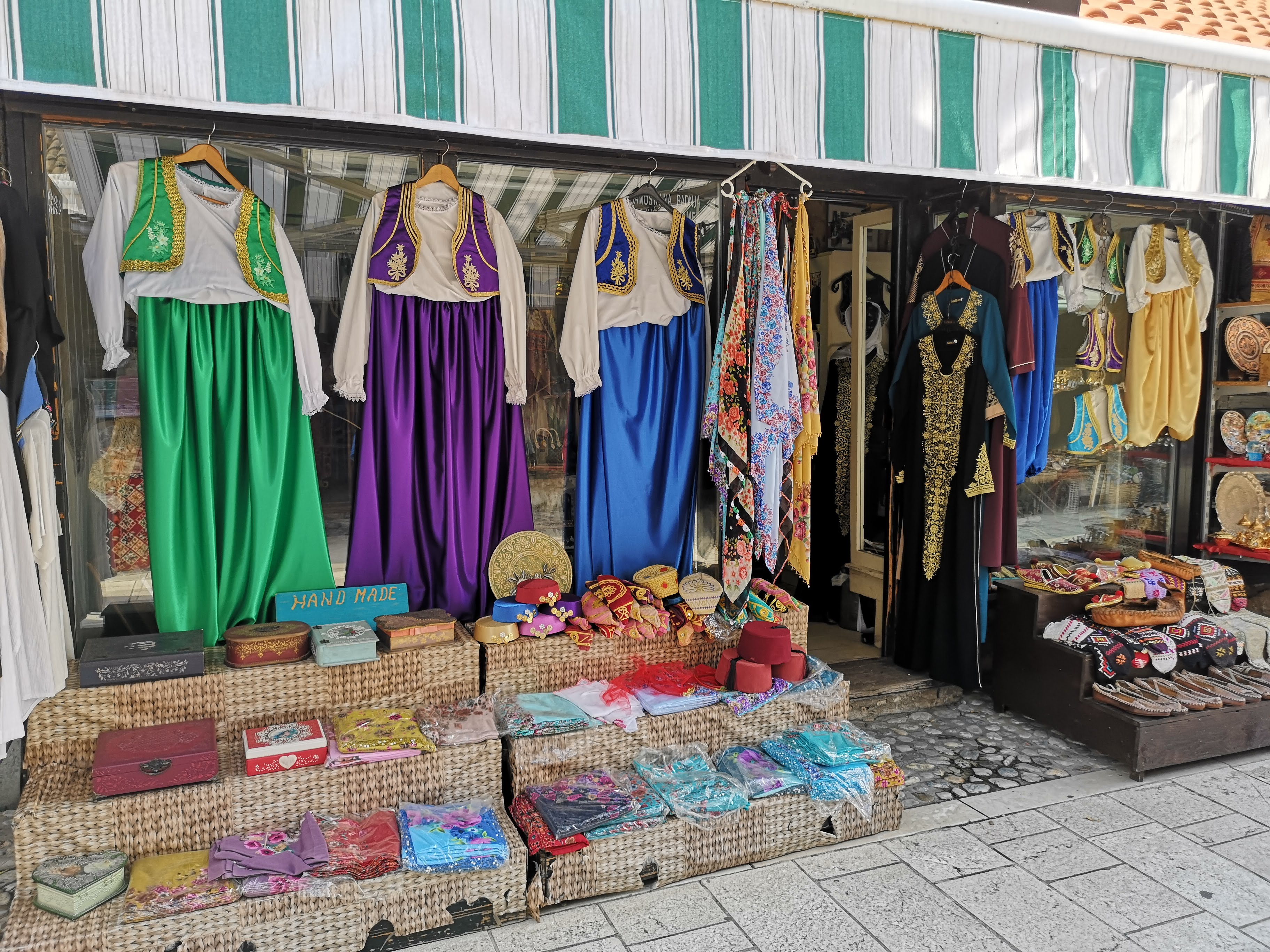
Tradiční oděvy na tržišti v Baščaršiji navštěvované turisty
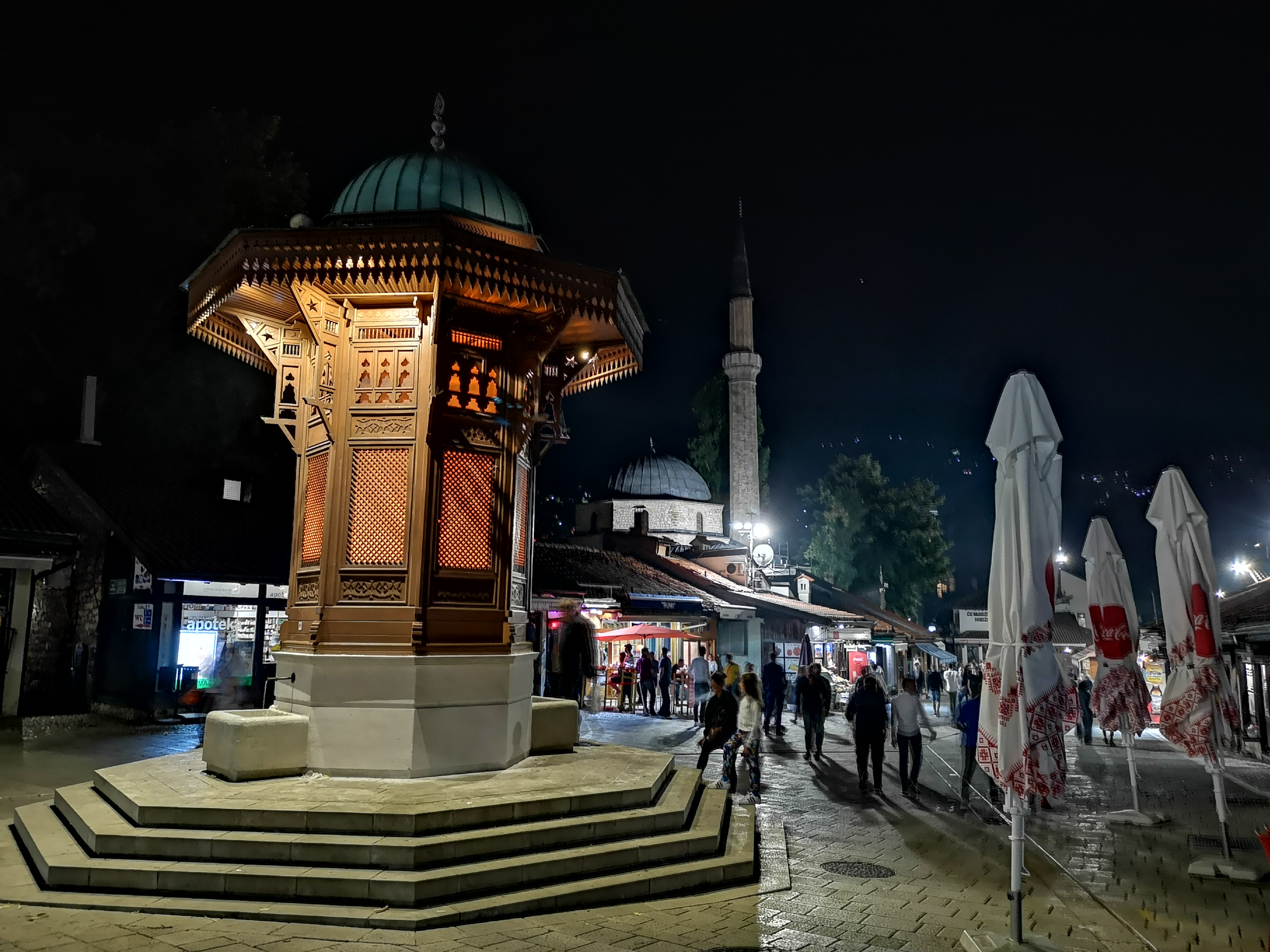
Fontána Sebilj ve středu města
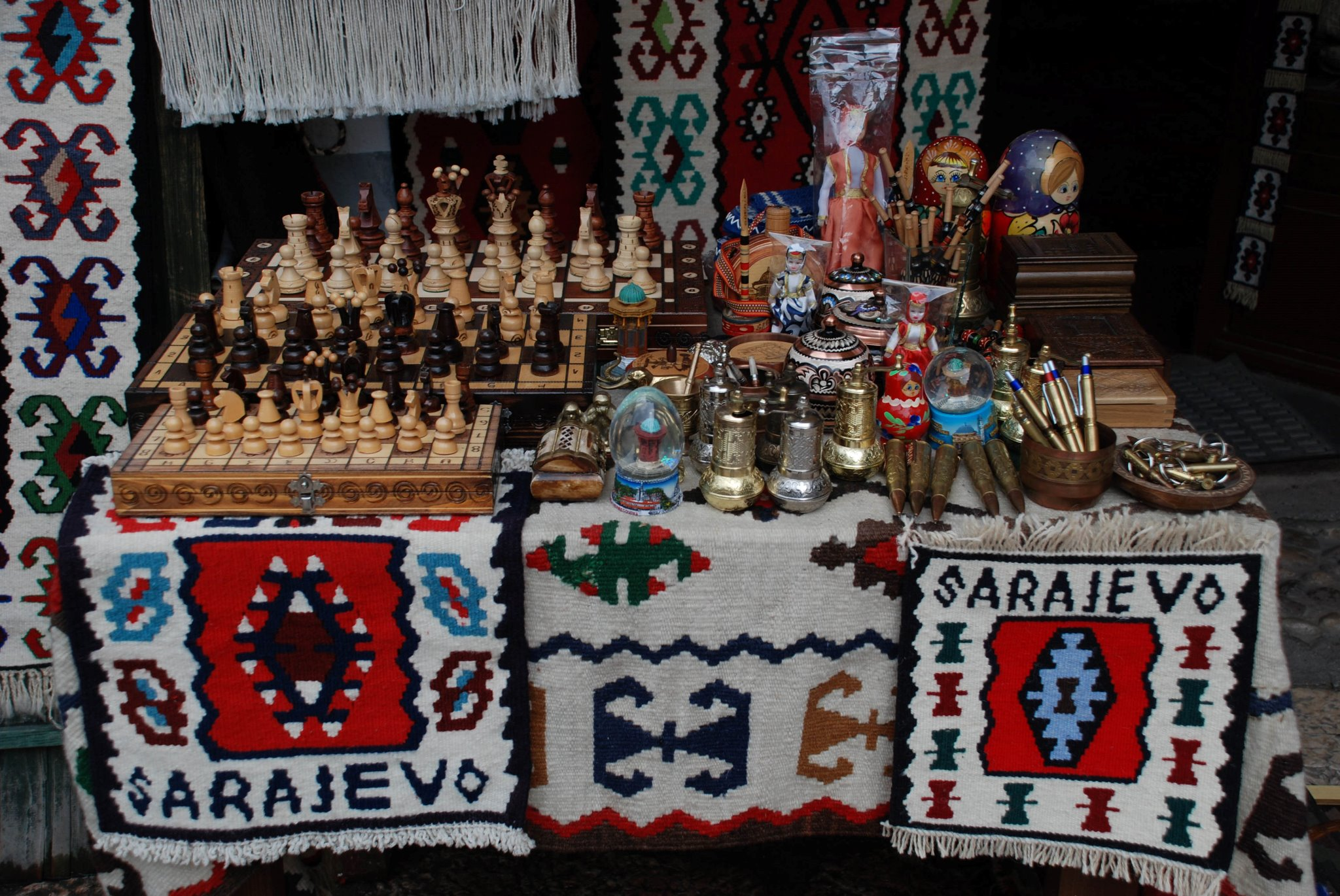
Tradiční suvenýry
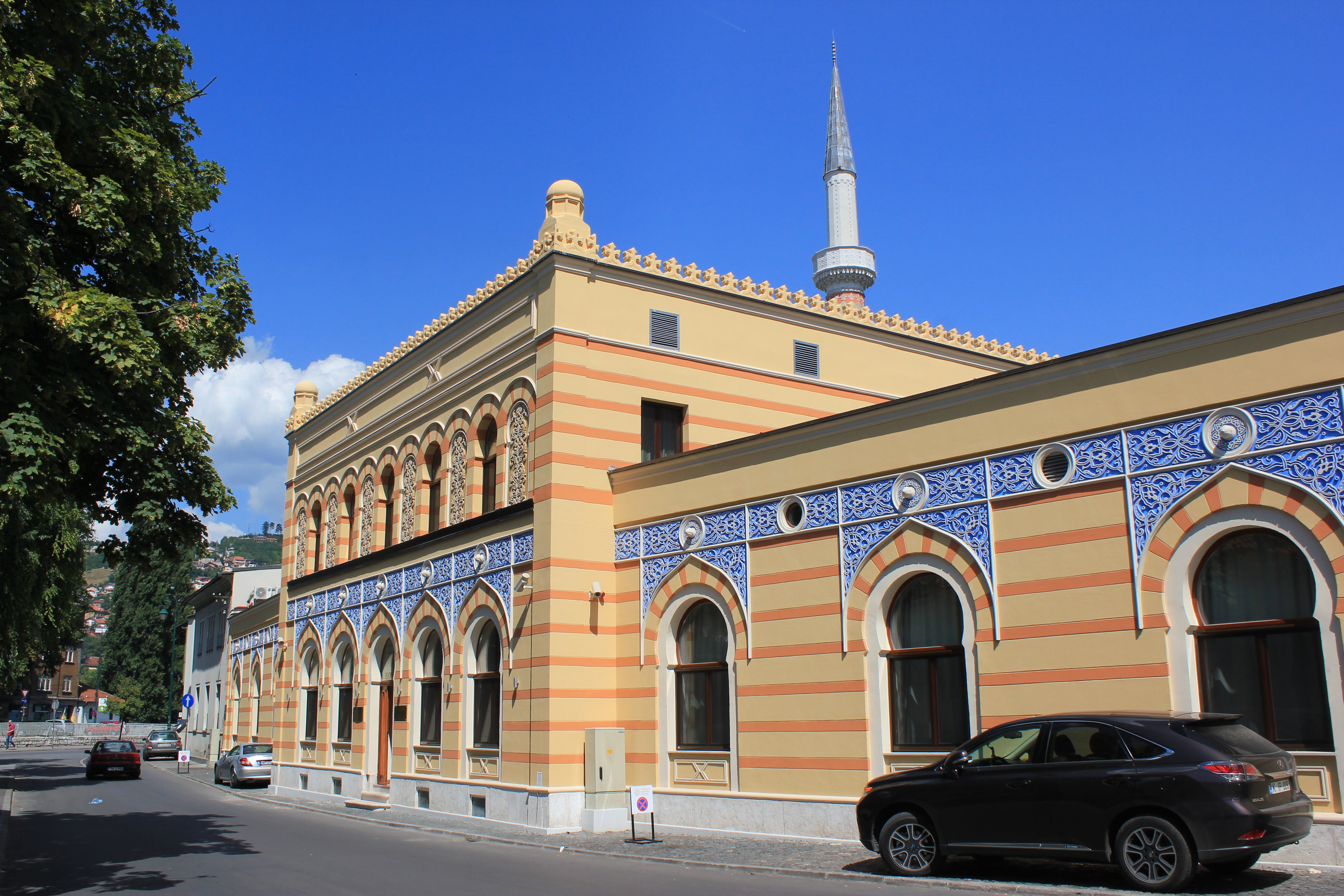
Isabegův hamam po rekonstrukci
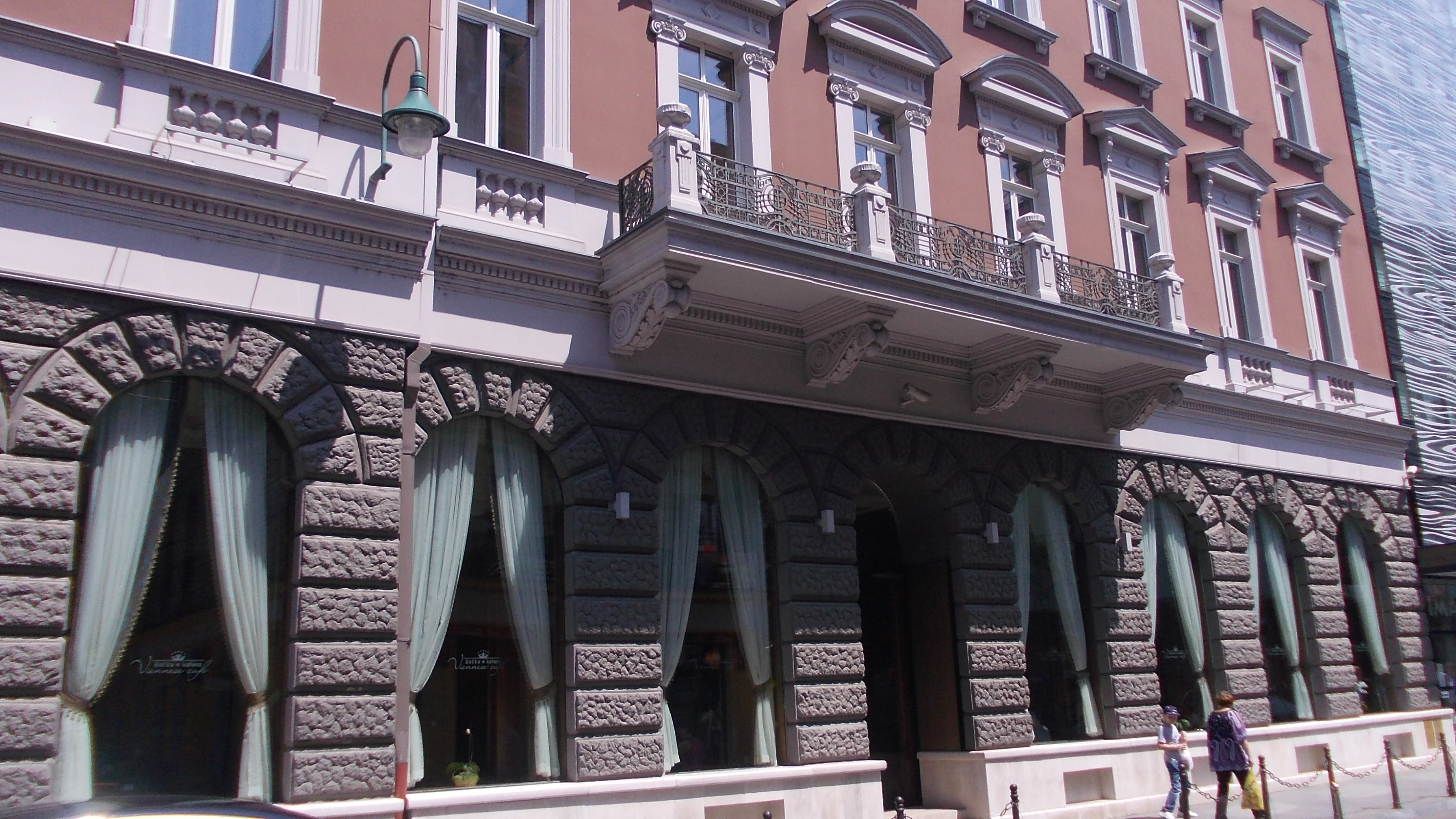
Hotel Evropa v centru města
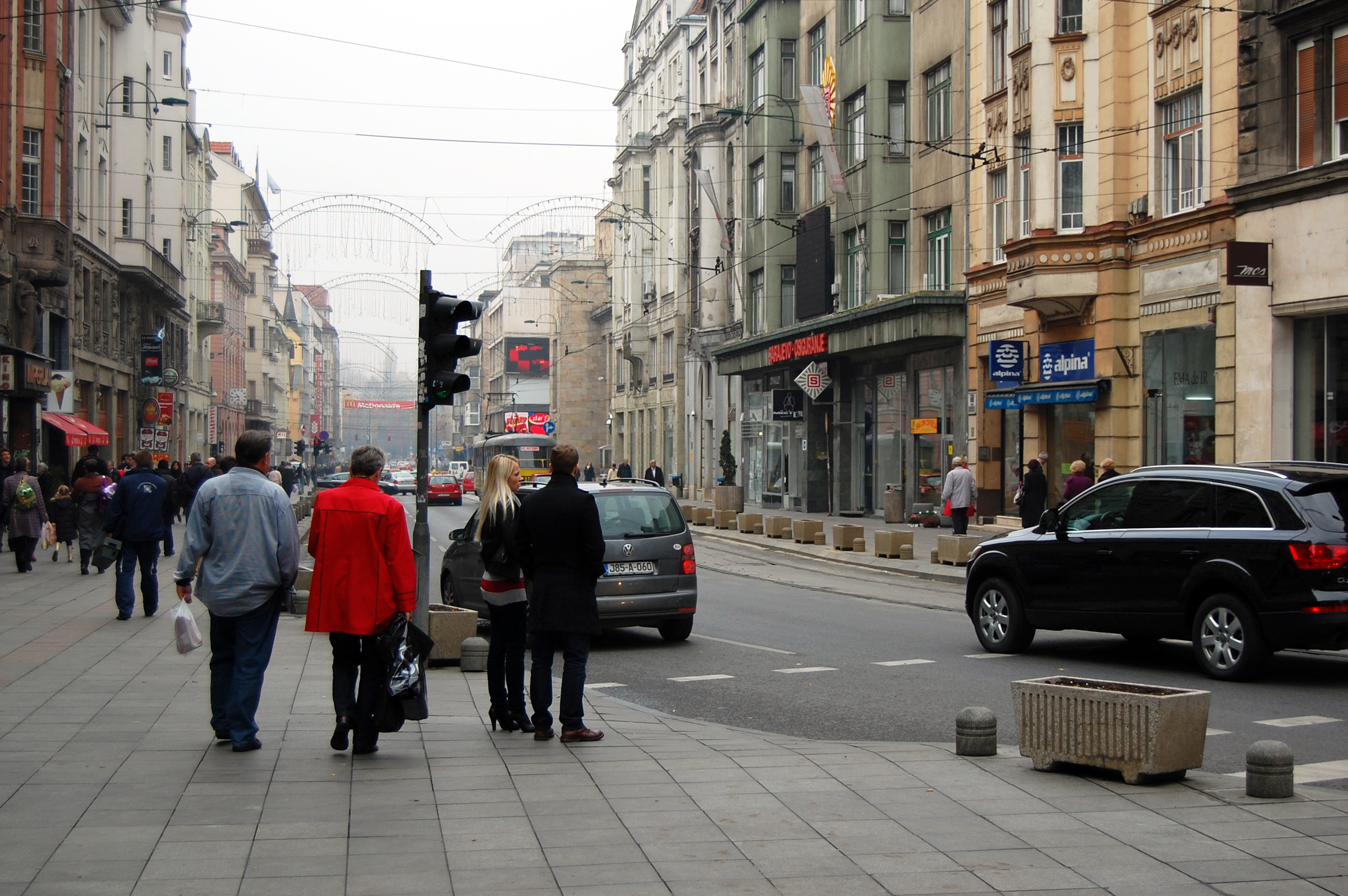
Titova třída

### Kulturní památky a architektura

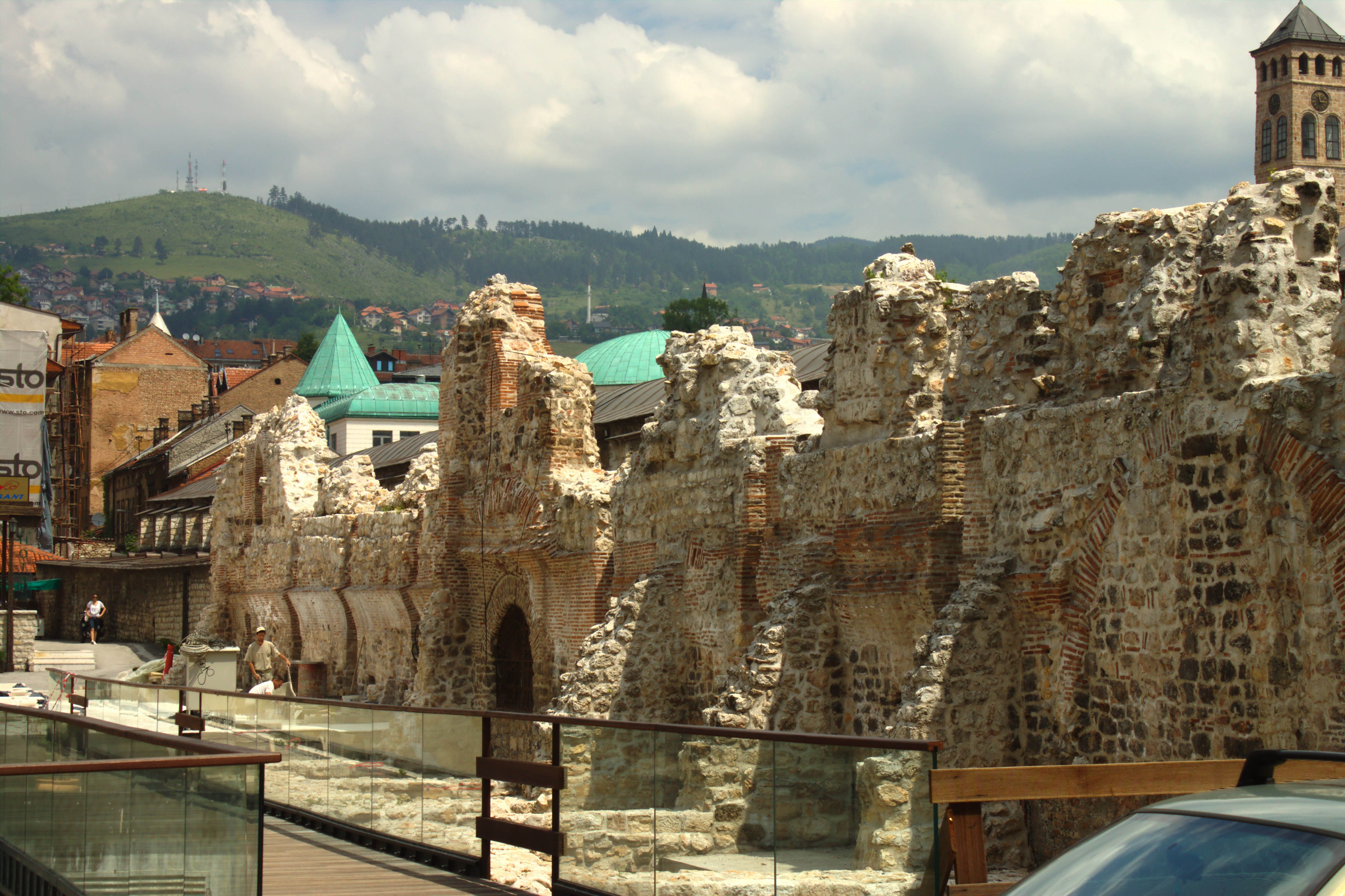
Tržnice Tašlihan ve středu města je bývalý orientální bazar.

Vzhledem k dlouhé historii zahrnující mnoho období, kdy se střídaly různé kultury i náboženství, je hlavní město Bosny a Hercegoviny relativně bohaté na množství různých památek, jak křesťanských, tak i muslimských, či židovských. Po celém městě je evidováno 95 objektů jako národní památka (bosensky nacionalni spomenik).
Na území Sarajeva se nacházely různé muslimské sakrální stavby, mezi které lze zařadit například mešitu Mehmed-bega Minetoviće (stála v letech 1463–1464), prvního bosenského sandžakbega, mešitu Bali-bega Malkočeviće (1475–1476) na Bistriku, dále sem také patří mešita Ajas-bega, Jahja-pašova mešita, mešita Sarače-Ismaila a mnoho dalších. Ani jedna z nich se však nedochovala do dnešních dnů. Totéž i platí o křesťanských stavbách; původní předosmanské stavby bosenské církve byly buď přebudovány, či zničeny za vlády Osmanů. Stejný osud potkal i tři historické věže; Ablakovićovu, Babićovu věž a Fadilpašićovu věž (žádné z nich již nestojí). Hodinová věž (bosensky Sahat kula) se nicméně do současné doby dochovala. Nejstarší stavby v dějinách Sarajeva vznikaly v okolí dnešní tržnice Baščaršija s ikonickou dřevěnou fontánou Sebilj. Příkladem turecké přítomnosti v Sarajevu z hlediska obytných domů je např. Svrzův dům.
Na kopci nad historickým městem je dochované opevněné město Vratnik, které vzniklo v první polovině 18. století. Kromě samotných hradeb zde stojí tři historické brány (např. Višegradská brána). V jedné z nich také sídlí i muzeum zasvěcené první hlavě státu nezávislé Bosny, Aliji Izetbegovićovi.
Z období existence Rakousko-Uherska pochází řada budov v evropském stylu od neoklasicismu až po secesi. Zastoupen je také pseudomaurský sloh. Z uvedených staveb vyniká především budova Národní a univerzitní knihovny Bosny a Hercegoviny v samotném středu města. Nápadné jsou také objekty na nábřeží řeky Miljacky (např. hlavní pošta, budova Právní fakulty, nebo Zemská tiskárna). Mezi secesní stavby patří také bývalá kasárna Jajce, případně Filipovićeva kasárna blízko třídy Bistrik. Obnoven byl rovněž i Hudební pavilon v centru města v parku At mejdan. Počet kulturních památek z této doby je poměrně početný a nemálo z nich (jak bylo již uvedeno), projektovali čeští architekti, především Karel Pařík.
Z kulturních památek meziválečného období vyniká např. Budova Centrální banky na Titově třídě nebo Vakufský mrakodrap, který se nachází u věčného plamene v centru města. Poválečnou architekturu (která již není památkově chráněná poté zastupuje např. budova hygienického ústavu, nebo sídlo společnosti ŠIPAD. Památkově chráněným objektem je i budova nádraží, projektovaná českým architektem. Dále od centra stojí i brutalistické stavby (např. sídlo firmy Elektroprivreda BiH, budova televize). Na břehu Miljacky lze nalézt i excentrický dům s názvem Papagajka.

### Sport

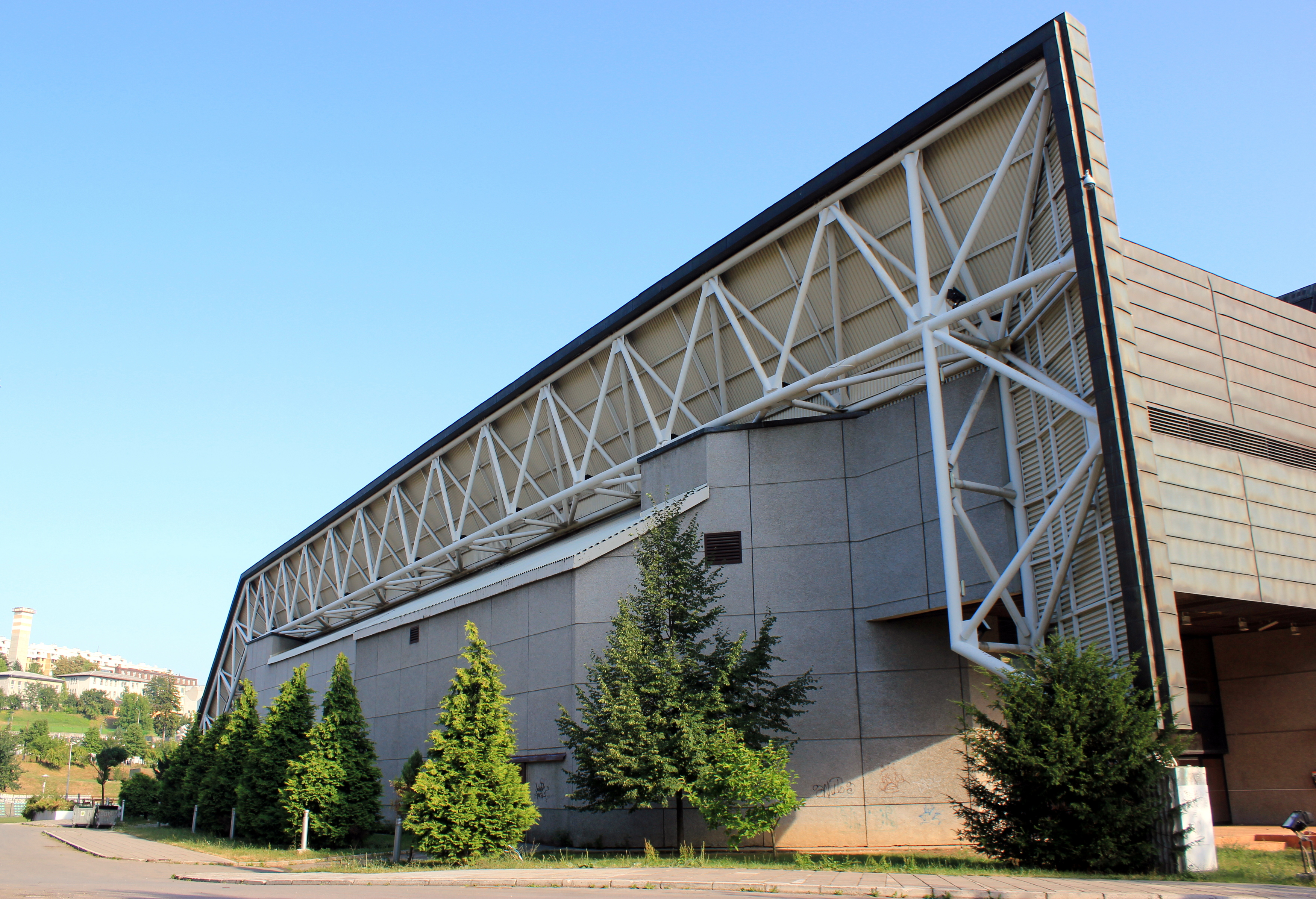
Sportovní hala Zetra, kde se konala některá utkání ZOH 1984.

Sportovní hala Skenderija.

Sarajevo na sebe upoutalo pozornost roku 1984 pořádáním zimních olympijských her. Po těchto hrách zůstal ve městě značný počet moderních sportovišť, například stadion Koševo, hala Zetra, hala Skenderija (pro účel her přestavěná).
Velmi populární je zde fotbal; ve městě sídlí dva prvoligoví rivalové FK Željezničar (od 1921) a FK Sarajevo (od 1946). První z těchto týmů dosáhl největšího úspěchu dosáhl v sezóně 1971/72 v rámci jugoslávské první fotbalové ligy, kdy získal první místo. Byl šestinásobným mistrem v rámci bosenské fotbalové ligy v sezónách 1997/98, 2000/01, 2001/02, 2009/10, 2011/12, 2012/13.
Další kluby (např. FK Olimpic a NK SAŠK Napredak) se účastní nižších soutěží. V dalších sportech, například basketbalu, je úspěšný tým KK Bosna, který se proslavil hlavně vítězstvím v evropském poháru v roce 1979.
Od roku 2007 je pravidelně pořádán Sarajevský marathon. Jistou tradici má také i cyklistický závod Giro di Sarajevo, které se v roce 2015 účastnilo 2 200 jezdců a v roce 2019 2 500 jezdců.
V okolí Sarajeva se nachází řada oblastí pro zimní sporty. Některé areály, které sloužily pro zimní olympijské hry v roce 1984, byly během války v závěru 20. století zničené a pro svůj původní účel tak již nejsou využívány. Město Sarajevo si jako jeden ze svých cílů ve strategickém plánu vytyčilo obnovu těchto areálů.
V únoru 2019 pořádalo město Sarajevo společně s Východním Sarajevem zimní část Evropského olympijského festivalu mládeže.

## Ocenění
Město Sarajevo uděluje každý rok vybraným osobnostem Ocenění města Sarajeva 6. dubna (bosensky Šestoaprilska nagrada Grada Sarajeva). Ocenění má tři kategorie, mohou jej získat jak jednotlivci, tak i organizace. Uděluje jí zastupitelstvo města na slavnostním setkání dne 6. dubna při příležitosti výročí osvobození města v druhé světové válce. Poprvé bylo uděleno v roce 1956 Voji Dimitrijevićovi. Mezi nositeli jsou např. Emir Kusturica, Milanko Renovica, nebo Edin Džeko. Cena vzhledem k válečným událostem nebyla udělována v letech 1993 až 1998.
Čestné občanství města Sarajeva udělují místní političtí představitelé od roku 2000. Obdrželi jej různí světoví státníci, mezi nimiž byli např. i bývalý francouzský prezident Jacques Chirac, Otto von Habsburg nebo Tadeusz Mazowiecki. Z osobností regionu získali čestné občanství např. Predrag Matvejević, Đelo Jusić nebo Nataša Kandićová.
Klíč od města Sarajeva (bosensky Ključ Grada Sarajeva) je udělováno domácím i zahraničním osobnostem za mimořádný přínos pro rozvoj míru, kultury a světu. Má podobu doslovného klíče a doprovodného dokumentu. Od vzniku tohoto ocenění jej obdrželo celkem devět osob, např. Richard Holbrooke, který se zasloužil o Daytonskou dohodu, nebo Valentin Inzko, Vysoký představitel pro Bosnu a Hercegovinu.

## Osobnosti
Původem ze Sarajeva je řada regionálně i mezinárodně známých a významných osobností. Níže následuje jejich částečný seznam.
- Abdulah Sidran (* 1944), básník
- Ademir Kenović (* 1950), filmový režisér

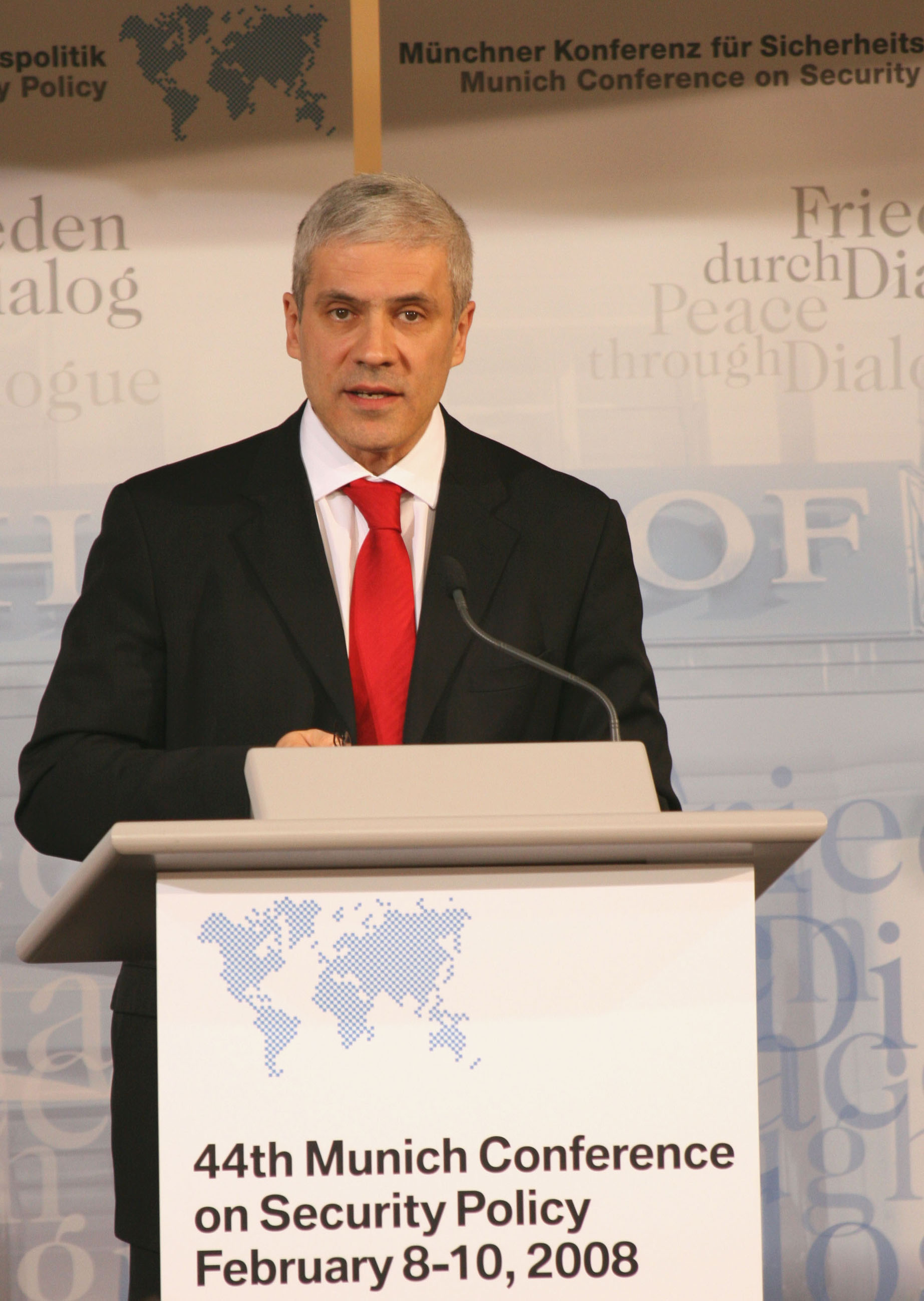
V Sarajevu se narodil bývalý srbský prezident Boris Tadić.

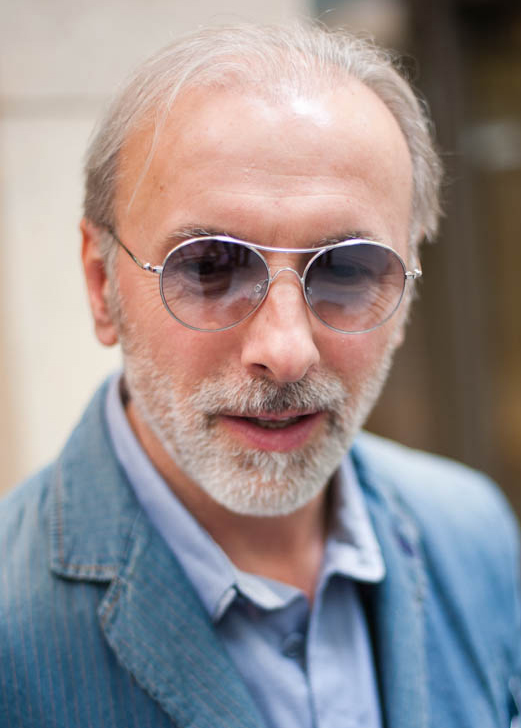
Zpěvák Dino Merlin je rovněž původem z bosenské metropole.

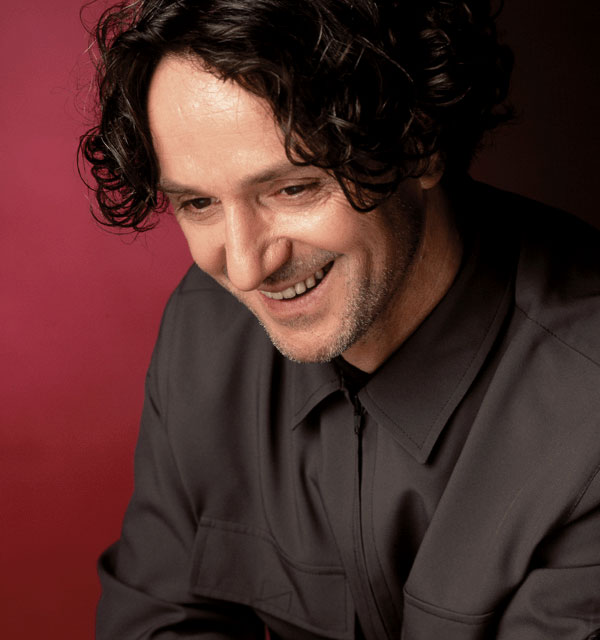
Goran Bregović.

- Alija Izetbegović (1925–2003), první představitel nezávislé Bosny a Hercegoviny
- Ališer Sijarić (* 1969), skladatel elektronické hudby
- Amar Osim (* 1967), fotbalista
- Asim Ferhatović (1933–1987), fotbalista
- Bekim Fehmiu (1936–2010), herec
- Boris Novković (* 1967), zpěvák
- Boris Tadić (* 1958), srbský prezident
- Braco Dimitrijević (* 1948), umělec
- Branko Đurić "Đuro" (* 1962), herec a zpěvák
- Damir Džumhur (* 1992), tenista
- David El'azar (1925–1976), izraelský generál
- Davorin Popović (1946–2001), zpěvák a frontman skupiny Indexi.
- Dino Merlin (* 1962), zpěvák
- Dragan Marinković (* 1968), herec
- Dražen Ričl (1962–1986), zpěvák a bývalý frontman skupiny Crvena Jabuka
- Edin Džeko (* 1986), fotbalista
- Elmir Jukić (* 1971), filmový režisér
- Elvir Baljić (* 1974), fotbalista
- Emir Kusturica (* 1954), filmový režisér
- Faruk Hadžibegić (* 1957), fotbalista
- Faruk Sokolović (* 1952), filmový režisér a herec
- Gazi Husrev-beg (1480–1541), sandžak-beg Osmanské říše
- Goran Bregović (* 1950), kytarista skupiny Bijelo dugme
- Hamdija Kreševljaković (1888–1959), historik
- Hajrudin "Hari" Varešanović (* 1961), hudebník a frontman skupiny Hari Mata Hari
- Haris Brkić (1974–2000), basketbalista
- Husref Musemić (* 1961), fotbalista a fotbalový trenér
- Irfan Peljto (* 1984), fotbalový rozhodčí
- Isa-Beg Ishaković, první správce osmanské provincie Bosny a zakladatel města
- Ivana Miličević (* 1974), herečka a modelka
- Ivica Osim (1941–2022), fotbalista
- Jasmila Žbanić (* 1974), režisér
- Jasmin Geljo (* 1959), fotbalista
- Jasna Žalica (* 1968), herečka
- Jura Stublić (* 1954), zpěvák a textař
- Kemal Monteno (1948–2015), zpěvák a textař
- Mehmedalija "Mak" Dizdar (1917–1971), básník
- Mehmed Baždarević (* 1960), fotbalista
- Milan Ribar (1930–1996), fotbalista
- Milić Vukašinović (* 1950), zpěvák
- Miljenko Jergović (* 1966), spisovatel
- Miraj Grbić (* 1976), herec
- Mirza Delibašić (1954–2001), basketbalista
- Mladen Vojičić "Tifa" (* 1960), frontman skupiny Bijelo dugme
- Mula Mustafa Bašeskija (1731–1809), janičář.
- Nenad Marković (* 1968), basketbalista
- Nijaz Ibrulj (* 1956), filozof
- Predrag Danilović (* 1971), basketbalista
- Safet Isović (1936–2007), zpěvák sevdalinek
- Safet Sušić (* 1955), fotbalista a fotbalový trenér
- Safvet-beg Bašagić (1870–1934), spisovatel
- Sanela Diana Jenkins (* 1975), podnikatelka působící v USA
- Saša Lošić (* 1964), zpěvák a frontman skupiny Plavi orkestar
- Sejo Sexon (* 1961), zpěvák a frontman skupiny Zabranjeno pušenje
- Senad Bašić (* 1962), umělec
- Senad Hadžimusić Teno (* 1957), hudebník
- Sima Milutinović Sarajlija (1791–1847), básník
- Tomo Miličević (* 1979), hudebník
- Vladimir Prelog (1906–1998), nositel Nobelovy ceny za chemii
- Vojislav Šešelj (* 1954), srbský politik
- Zaim Topčić (1920–1990), spisovatel
- Zdravko Čolić (* 1951), zpěvák populární hudby
- Zlata Filipović (* 1980), spisovatelka
- Zlatko Topčić (* 1955), spisovatel
- Željko Bebek (* 1945), frontman skupiny Bijelo dugme

## Partnerská města
- Amsterdam, Nizozemsko
- Ankara, Turecko
- Baku, Ázerbájdžán
- Barcelona, Španělsko
- Budapešť, Maďarsko
- Bursa, Turecko
- Calgary, Kanada
- Collegno, Itálie
- Coventry, Spojené království
- Dayton, Spojené státy americké
- Ferrara, Itálie
- Friedrichshafen, Německo
- Innsbruck, Rakousko
- Istanbul, Turecko
- Kuvajt, Kuvajt
- Magdeburk, Německo
- Madrid, Španělsko
- Neapol, Itálie
- Prato, Itálie
- Serre Chevalier, Francie
- Stockholm, Švédsko
- Tchien-ťin, Čína
- Tirana, Albánie
- Tlemcen, Alžírsko
- Tripolis, Libye
- Benátky, Itálie
- Wolfsburg, Německo
- Dubrovník, Chorvatsko
- Záhřeb, Chorvatsko
- Tábor, Česko[174]